# Drehfunkfeuer

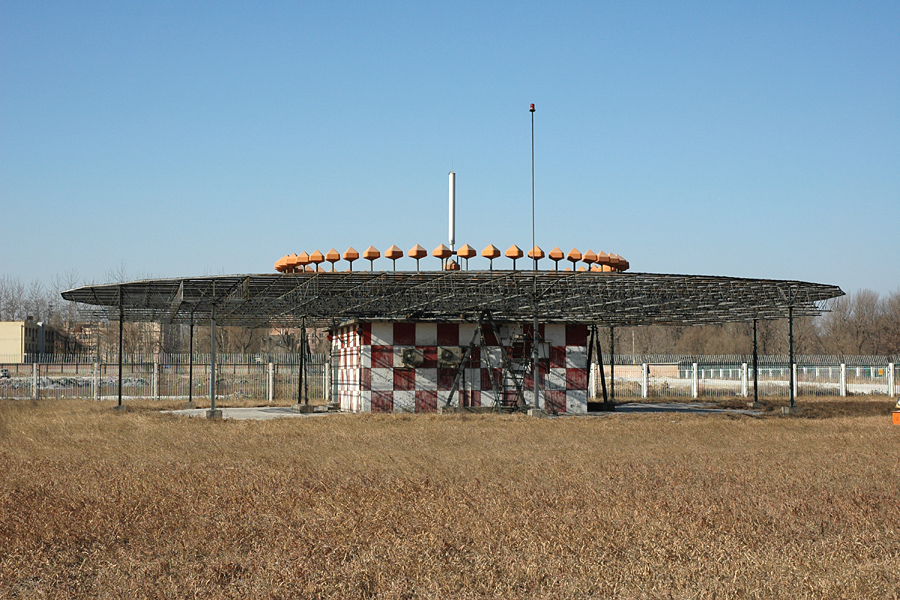
Doppler-VOR-Bodenstation (D-VOR) in Verbindung mit einem DME. Standort Peking (PEK)

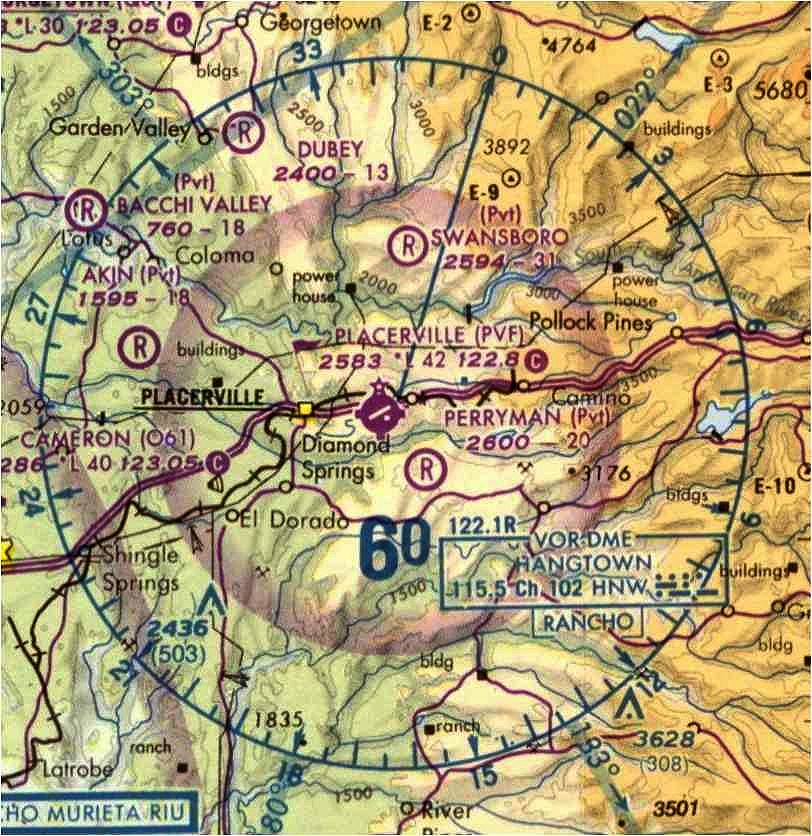
VOR auf der US-Sichtflugkarte (Sectional Aeronautical Chart). Deutlich ist zu sehen, dass das VOR nicht auf die geographische, sondern auf die magnetische Nordrichtung ausgerichtet ist.

Ein Drehfunkfeuer (englische Abkürzung VOR [ˌviːˌəʊˈɑː] ⓘ) ist ein Funkfeuer für die Luftfahrtnavigation. Es sendet ein spezielles UKW-Funksignal aus, dem ein Empfänger im Flugzeug die Richtung zum Funkfeuer entnehmen kann. Das Flugzeug benötigt keine Peilanlage dafür, da die Richtungsinformation vom Sender in das Signal kodiert wird. Die Abkürzung VOR steht für VHF omnidirectional range.
Das eigentliche VOR ist die Bodenstation, deren Signal vom VOR-Empfänger im Flugzeug ausgewertet und als Richtungsinformation to/from bezogen auf den Standort der VOR-Bodenstation auf einem Anzeigegerät abgelesen werden kann. Sofern das VOR mit einem DME frequenzgepaart ist und am gleichen Standort zusammen betrieben wird, wird auch die Schrägentfernung angezeigt.
Kenntnisse in der Navigation nach VOR werden unter anderem in der Prüfung zur Erteilung eines Flugfunkzeugnisses verlangt.

## Entwicklung
VOR (VHF-Omnidirectional-Range, dt. Drehfunkfeuer) ist ein Funkortungsverfahren, das gepaart mit einem DME (Distance Measuring Equipment, dt. Entfernungsmessgerät) weltweit für Rho-Theta Navigation für Kurz- und Mittelstrecken in der zivilen Luftfahrt dient.
Rho (griechischer Buchstabe ρ) steht als Synonym für Slant-Range-Distance-Messung (dt. Schrägentfernungsmessung), welche durch Laufzeitmessung zwischen Aussendung der Abfrage an und dem Empfang der Antwort einer DME Bodenstation gemessen wird.
Theta (griechischer Buchstabe θ) steht für den Azimut (Heading, Direction oder Bearing) vom VOR Drehfunkfeuer Bodenstation bezogen auf magnetisch Nord. Bei Nutzung von Rho/Theta Navigation einer VOR/DME Anlage ist damit jeder Punkt innerhalb des für eine VOR/DME Anlage betrieblich festgelegten DOC (Designated Operational Coverage) durch Azimut und Entfernung eindeutig bestimmbar und erlaubt dem Piloten damit Area Navigation (dt. Flächennavigation)
VOR-Anlagen am Boden liefern den Luftfahrzeugführern (Piloten) die Azimut-Informationen des Luftfahrzeuges in Form eines Radials (dt. Standlinie) und wird mit der Angabe to/from (dt. zu/von) zur VOR-Anlage dem Piloten auf einem mechanischen Zeigerinstrument oder einem elektronischen Äquivalent angezeigt. To/from identifiziert dabei ob das Luftfahrzeug auf eine VOR zu- oder von dieser weg-fliegt. Eine VOR kann von beliebig vielen Luftfahrzeugen genutzt werden.
VOR und DME wurden für die U.S CAA (Civil Aeronautics Authority) entwickelt und 1949 in Betrieb genommen.,, Seit 1950 sind VOR und DME als Standard Short Range Air Navigation Systems (dt. Standard Flugnavigationssysteme) für Slant-Range-Reichweiten (Schrägentfernungs-Reichweiten) bis zu 200 NM (Nautical Miles, entspricht 370 km, wobei 1 NM = 1,852 km) von der ICAO (International Civil Aviation Organization) im ICAO Annex 10 (Anhang 10) standardisiert.
VOR-Anlagen werden im Bereich von 108,00 bis 117,95 MHz (siehe auch Abschnitt Frequenzen) betrieben, der von der ITU (engl. International Telecommunication Union) weltweit exklusiv dem ARNS (Aeronautical Radio Navigation Service, dt. Flugnavigationsfunkdienst) für die von ICAO standardisierten Systeme VOR, ILS-LLZ (Instrument Landing System Localizer) und GBAS (Ground Based Augmentation System) zugewiesen wurde.
An Standorten, die auch für militärische Luftfahrt benötigt werden, kann für die Messung der Slant-Range anstelle eines DME/N-Transponder auch ein TACAN (Tactical Air Navigation) System aufgebaut werden. DME/N Spezifikationen basieren auf den Spezifikationen des TACAN-Systems, jedoch werden nicht die für eine Nutzung der Azimutinformation notwendigen Signale erzeugt und abgestrahlt. Daher kann anstelle eines DME/N-Transponders auch ein TACAN-Transponder genutzt werden sofern dieser die ICAO-Vorgaben für DME/N in ICAO Annex 10 erfüllt. Für Luftfahrzeuge der militärischen Luftfahrt, die in der Regel nicht mit VOR-Empfängern ausgestattet sind, bietet das TACAN-System zusätzlich die Azimutinformation. Das derzeit von ICAO standardisierte DME/N System unterscheidet sich jedoch in den technischen Parametern von dem in 1950 ersten von ICAO standardisierten DME-System.
Für Standorte die für die Ausbreitung elektromagnetischer Wellen schlecht geeignet sind, z. B. wegen reflektierender Objekte oder schlechter Geländetopographie, wurde ab 1959 das DVOR (Doppler-VOR) System entwickelt, das auch an schwierigen Standorten eine Nutzung erlaubt.,
Die von DVOR-Anlagen abgestrahlten Signale sind kompatibel zu den Signalen von konventionellen VOR-Anlagen und können daher auch von VOR-Bordempfängern verarbeitet werden. Sie erfüllen die gleichen Vorgaben, die ICAO im Annex 10-Standard an VOR-Bodenanlagen stellt. DVOR-Anlagen erfordern jedoch einen höheren technischen Aufwand. Dies betrifft sowohl die Sender, als auch die Anzahl der Antennen. Ein DVOR-Antennen-System besteht aus bis zu 51 einzelnen, in einem Kreis angeordneten Alford-Loop-Antennen. Diese werden auf einem Gegengewicht (engl. Counter Poise) von ca. 30 m bis zu 45 m Durchmesser in Höhen von 3 m bis über 40 m über der Geländehöhe (engl. Above Ground Level, AGL) installiert.

## Funktionsprinzip
Die Besonderheit des VOR gegenüber einfachen (ungerichteten) Funkfeuern liegt darin, dass der Empfänger dem empfangenen Signal „ansieht“, aus welcher Richtung es kommt; es sieht aus einer anderen Richtung auch anders aus. Um darzustellen, wie das technisch erreicht wird, zunächst ein kleines Gedankenexperiment:

### Analogie zum Leuchtturm

Veranschaulichung des technischen Prinzips eines VOR. Aus dem Phasenversatz zwischen dem ungerichteten (grün) und dem rotierenden (blau) Signal kann das Flugzeug seine Richtung relativ zum Sender (hier 105°) bestimmen

Die Grafik rechts zeigt einen Leuchtturm, der folgende Lichtsignale aussendet:
- ein Lichtsignal von blauer Farbe, das als stark gebündelter Strahl im Uhrzeigersinn rotiert und
- ein zweites, rundum abstrahlendes Lichtsignal von grüner Farbe, das immer dann kurz aufleuchtet, wenn der rotierende blaue Strahl genau nach Norden weist.

Ein Beobachter an beliebiger Position sieht pro Umdrehung einen grünen und einen blauen Lichtblitz. Aus deren Phasenversatz ergibt sich direkt die Himmelsrichtung zum Leuchtturm: Sieht er sie gleichzeitig, steht er nördlich des Leuchtturms; sieht er sie genau abwechselnd, steht er südlich.
Dieser Vergleich ist nur eine Modellvorstellung, um darzustellen, wie die Richtungsinformation in das Signal kodiert wird. Beim VOR wird dieses Prinzip, technisch aufwendiger und präziser, mit Radiowellen umgesetzt.

### VOR
Die Sendeanlage erzeugt ein komplexes Signal, bestehend aus:
1. einer gerichteten, sich mit 30 Umdrehungen pro Sekunde drehenden Komponente. Aufgrund der Richtcharakteristik der Sendeantenne empfängt das VOR-Gerät im Flugzeug ein Signal, dessen Amplitude sich 30 Mal pro Sekunde hebt und senkt – eine 30 Hz-Amplitudenmodulation.[11] Nr.3.3.5.1. b) 1)
2. einer ungerichteten Komponente, ebenfalls mit 30 Hz moduliert (30 Hz-Frequenzmodulation eines 9960 Hz-Unterträgers);[11] Nr.3.3.5.1. a) 1)
3. einer Morse-Kennung mit einem 1020 Hz-Ton;[11] Nr.3.3.6.5
4. (optional) einem Audiokanal. VOR-Sender in der Nähe von großen Verkehrsflugplätzen strahlen teilweise die aktuellen Anfluginformationen (ATIS) des Flugplatzes aus.[11] Nr.3.3.5.1.

Im Empfänger wird der Phasenunterschied (0 … 360°) zwischen den beiden 30 Hz-Modulationen gemessen und als Radial (Azimutwinkel 0 … 360°) interpretiert. Das Radial entspricht i. d. R. der missweisenden Richtung von der VOR-Station zum Flugzeug.
Beispiel: Befindet sich das Flugzeug östlich (90°) des VOR, so beträgt die Phasendifferenz zwischen dem gerichteten und dem ungerichteten Signal 90°. Die Spitze der Anzeigenadel des Radiokompasses (RMI Radio Magnetic Indicator) zeigt auf den Winkelwert 270°, denn das VOR steht westlich. Bei einer Position westlich des VOR (270°) beträgt die Phasendifferenz 270°. Die Spitze der Anzeigenadel des Radiokompasses zeigt auf den Winkelwert 90°, denn das VOR steht östlich des Flugzeugs.

### DVOR (Doppler-VOR)
DVOR ist eine Abkürzung für Doppler Very High Frequency Omnidirectional Radio Range = Doppler-UKW-Drehfunkfeuer. Solche Anlagen erzeugen ein äquivalentes Signal auf andere technische Weise mit höherer Präzision.
Im Gegensatz zum herkömmlichen VOR wird beim DVOR die 30 Hz-AM-Komponente (Amplitudenmodulation) von einer stationären Rundstrahlantenne gesendet, jetzt als Bezugssignal, während der 9960 Hz-Unterträger durch schnelles Weiterschalten zwischen einer Vielzahl von Antennen (ca. 50, immer eine gerade Zahl), die auf einem Kreis mit 13,5 m Durchmesser angeordnet sind, abgestrahlt wird. Dadurch wird eine nahezu kontinuierliche Kreisbewegung des Unterträgers entgegen dem Uhrzeigersinn nachgebildet. Im Empfänger verursacht die Bewegung des Strahlungszentrums durch den Doppler-Effekt eine 30 Hz-Frequenzmodulation mit einem Frequenzhub von ± 480 Hz, deren Phase relativ zum Bezugssignal richtungsabhängig ist (Umlaufsignal).
Beim herkömmlichen VOR wird das Referenzsignal als 30 Hz FM-moduliert von einer stationären Antenne ausgestrahlt; das variable Signal wird als 30 Hz AM von einer rotierenden Richtantenne erzeugt. Beim DVOR sind die Rollen von Referenz- und variablem Signal genau umgekehrt: das Referenzsignal ist 30 Hz AM von einer stationären Rundstrahlantenne und das variable Signal, 30 Hz FM, wird durch den Doppler-Effekt des umlaufenden Strahlungszentrums erzeugt. Weil Referenzsignal und variables Signal des DVOR gegenüber dem herkömmlichen VOR vertauscht sind, läuft das Signal auf der Kreisgruppenantenne entgegen dem Uhrzeigersinn.
Ein DVOR-Sender erreicht im Vergleich zum herkömmlichen VOR die zwei- bis dreifache Genauigkeit: Beim DVOR übersteigt der Radialfehler selten einen Wert von 1°, während er beim gewöhnlichen VOR bis zu 2,5° betragen kann.

## Beispiele

### Standard-VOR
Standard-VOR werden z. T. auch als CVOR (Conventional VOR) bezeichnet. Die Antenne eines CVOR benötigt ein, gegenüber der Antenne eins DopplerVOR-Anlage ein wesentlich kleineres Counterpoise (Gegengewicht) von ca. 5 m Durchmesser.
Ferner gibt es Container-VOR-Anlagen, die aus einem Container für die beiden VOR-Sender und den zugehörigen Monitor bestehen. Die Container der DFS besitzen ein ausklappbares Counterpoise und können auch vorübergehend als mobile Einheit aufgestellt und betrieben werden. Container VOR erfordern aber wie jede (D)VOR eine erfolgreiche abgeschlossene Flugvermessung für die technische und betriebliche Freigabe damit eine operative Nutzung erfolgen kann.

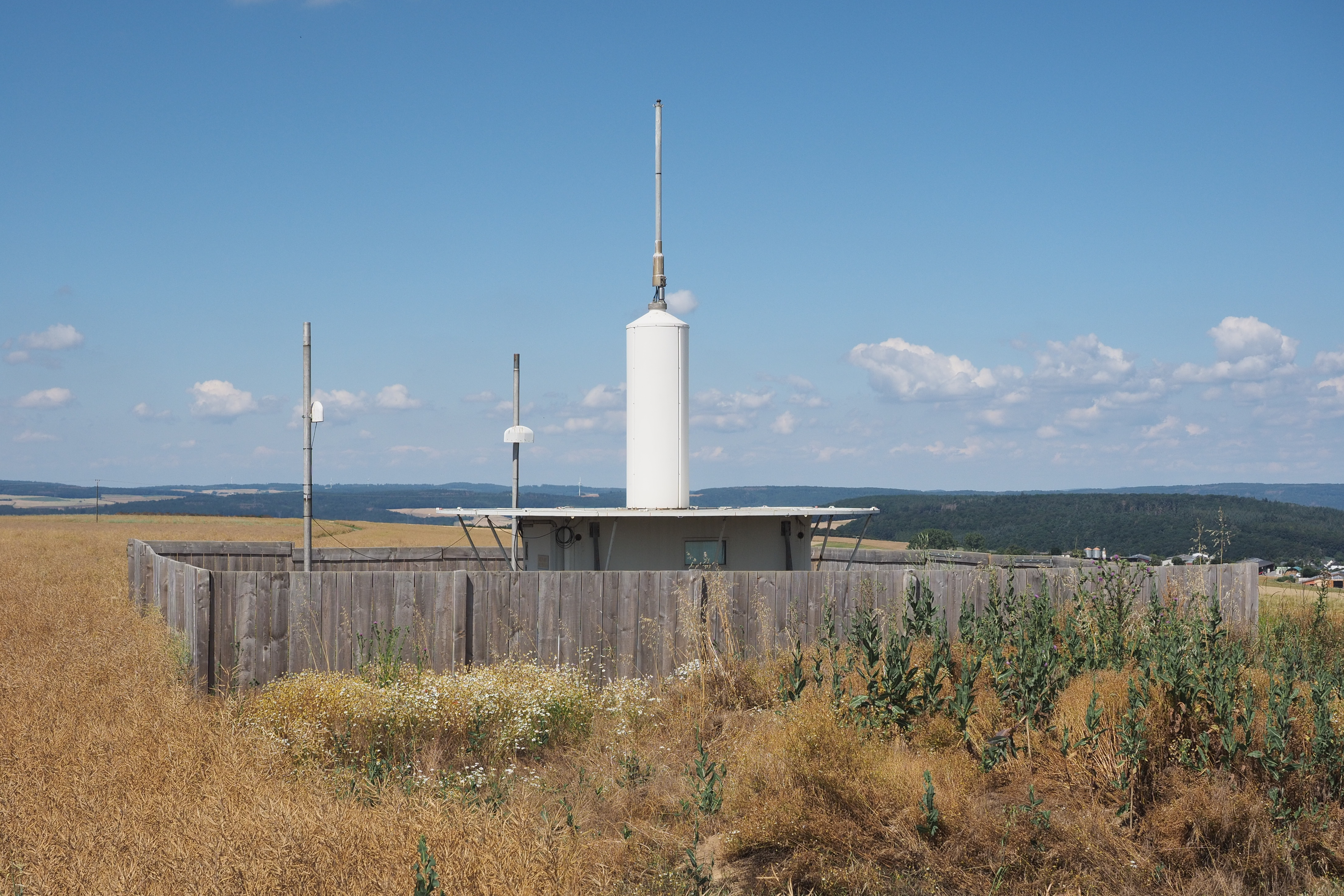
Transportabler VOR/DME container (Id. „TAI“) im Taunus für temporäre Nutzung während des Aufbaus der DVOR/DME (Id. „TAU“)
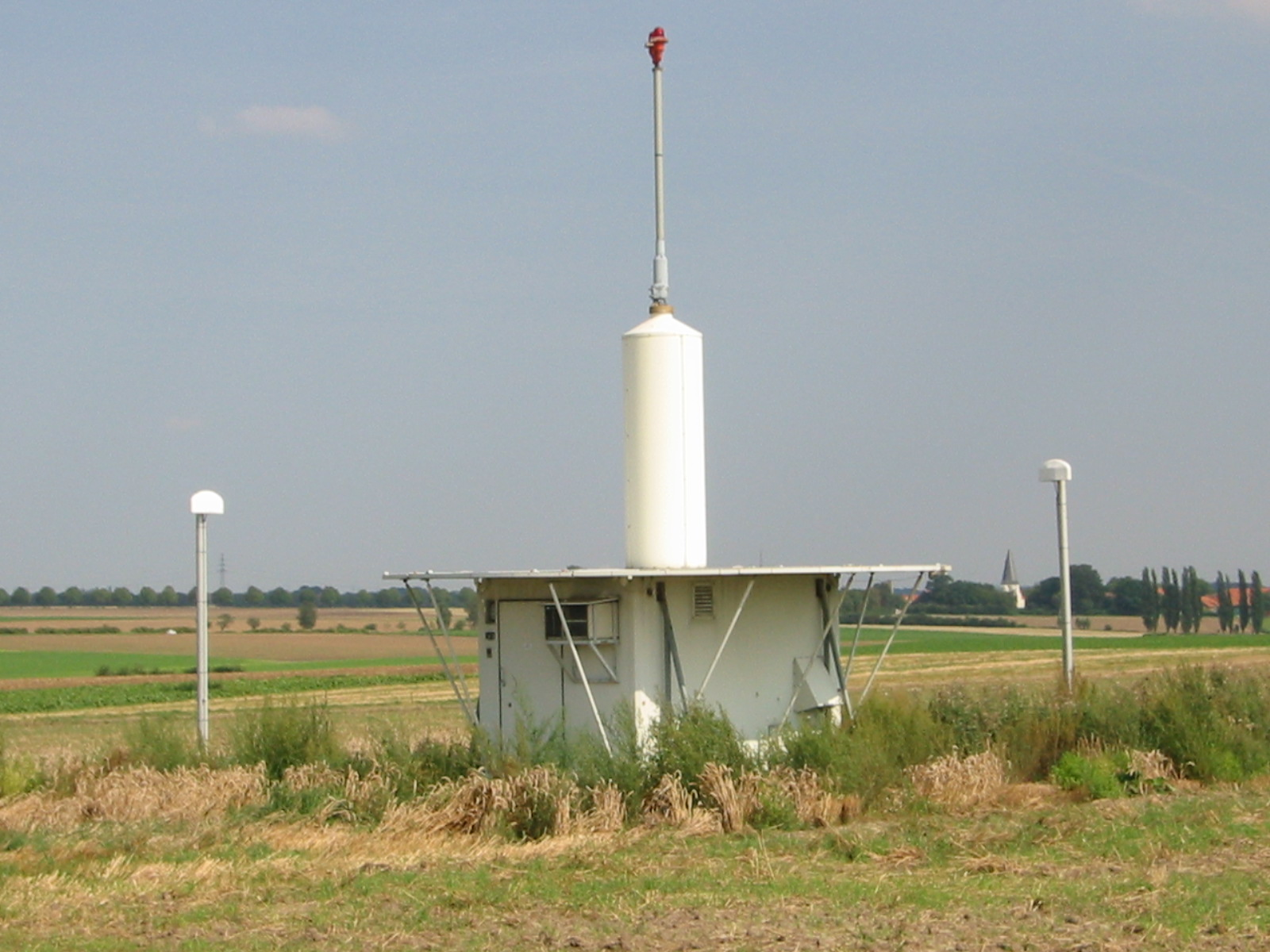
Transportabler VOR/DME Container (Id. „SAS“) in Sarstedt für temporäre Nutzung während des Aufbaus der DVOR (Id. „SAS“),
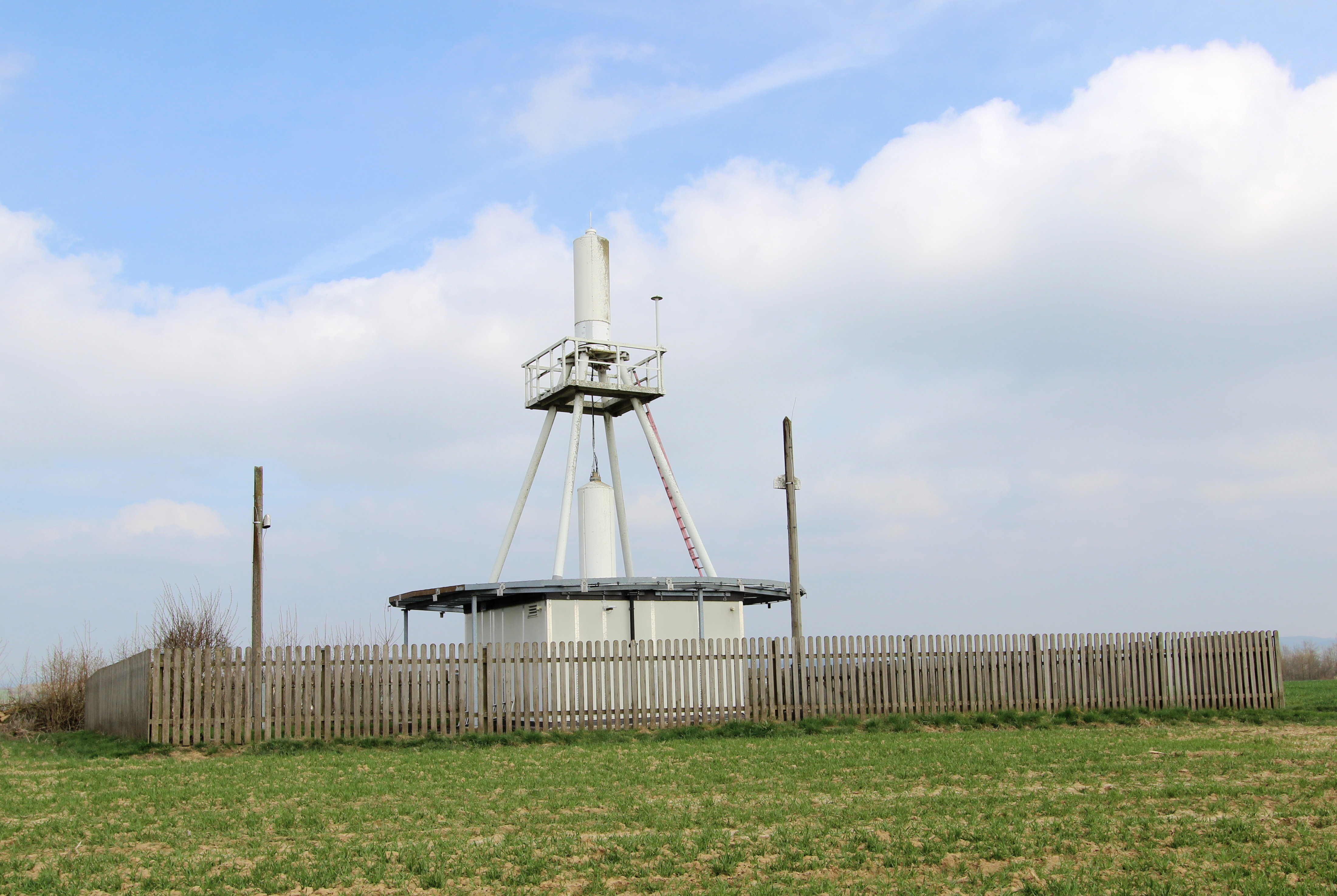
VORTAC Nattenheim (NTM). Der obere Sender ist das TACAN, ein militärisches System, das ähnlich funktioniert, aber präziser ist.

### Mountain-VOR

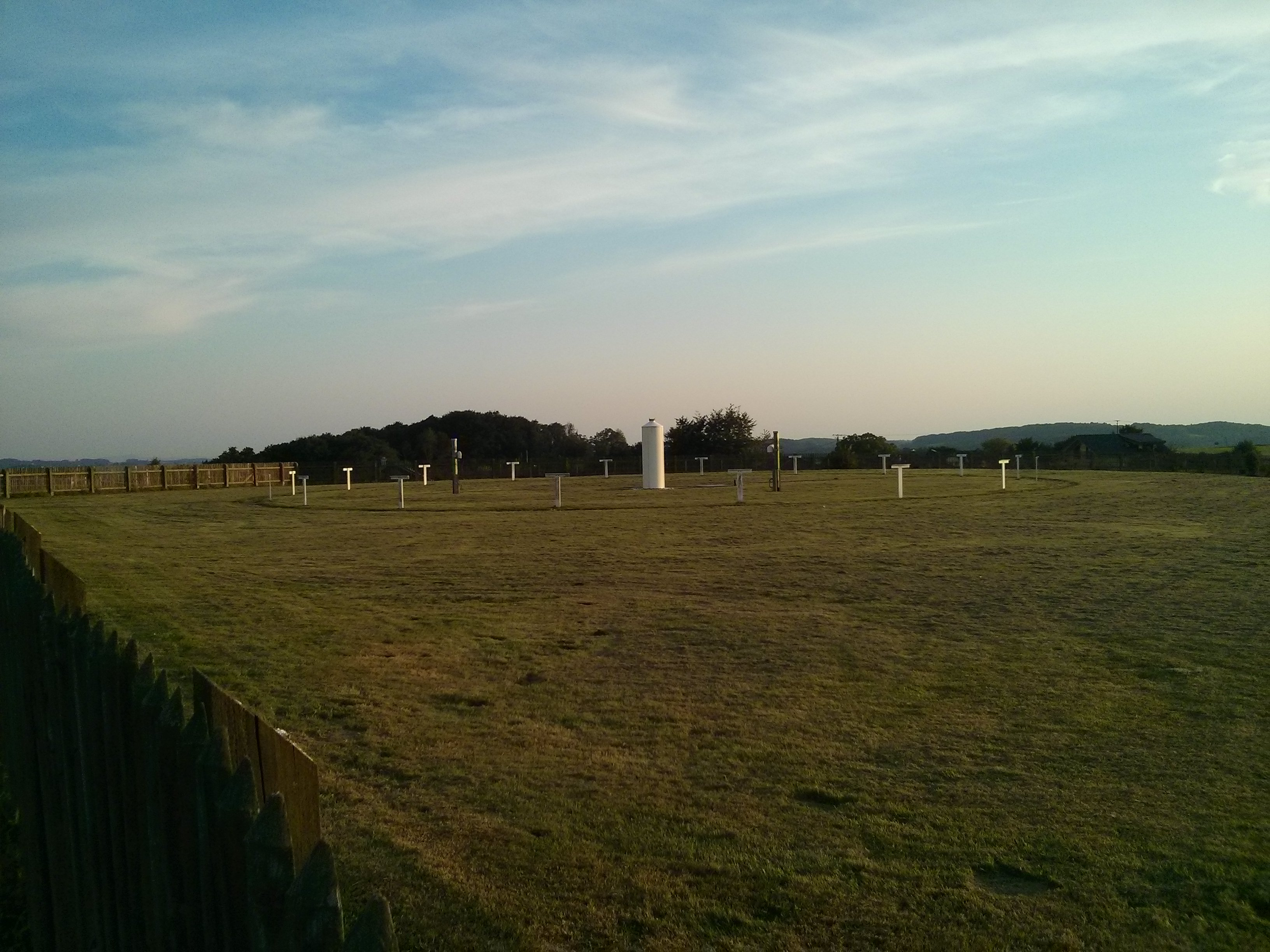
Mountain VOR Wipper (ID „WYP“), die VOR Antenne ist ohne ein Counterpoise direkt auf dem Boden aufgestellt

Mountain-VOR stellen eine Sonderform der Standard VOR dar, da die Antenne direkt auf dem Boden betrieben werden, z. B. VOR Wipper (ID „WYP“). Das Elevations Antennendiagramm unterscheidet sich von Standard VOR.

### Doppler-VOR
Doppler-VOR sind deutlich größer und aufwendiger konstruiert als Standard-VOR, da sie die drehende Signalkomponente über einen Kranz einzeln angesteuerter Antennen erzeugen, der mit seinem Durchmesser von 13,5 m auch optisch auffällt. Sie stehen in der Regel dauerhaft auf umzäunten Grundstücken der Größenordnung 40 m × 40 m. Meist ist die Antennenanlage vollständig auf einer um mehrere Meter aufgeständerten, etwa 30 m durchmessenden Massefläche montiert, um die Einflüsse von Gelände und Vegetation auf die Abstrahlung gering zu halten.

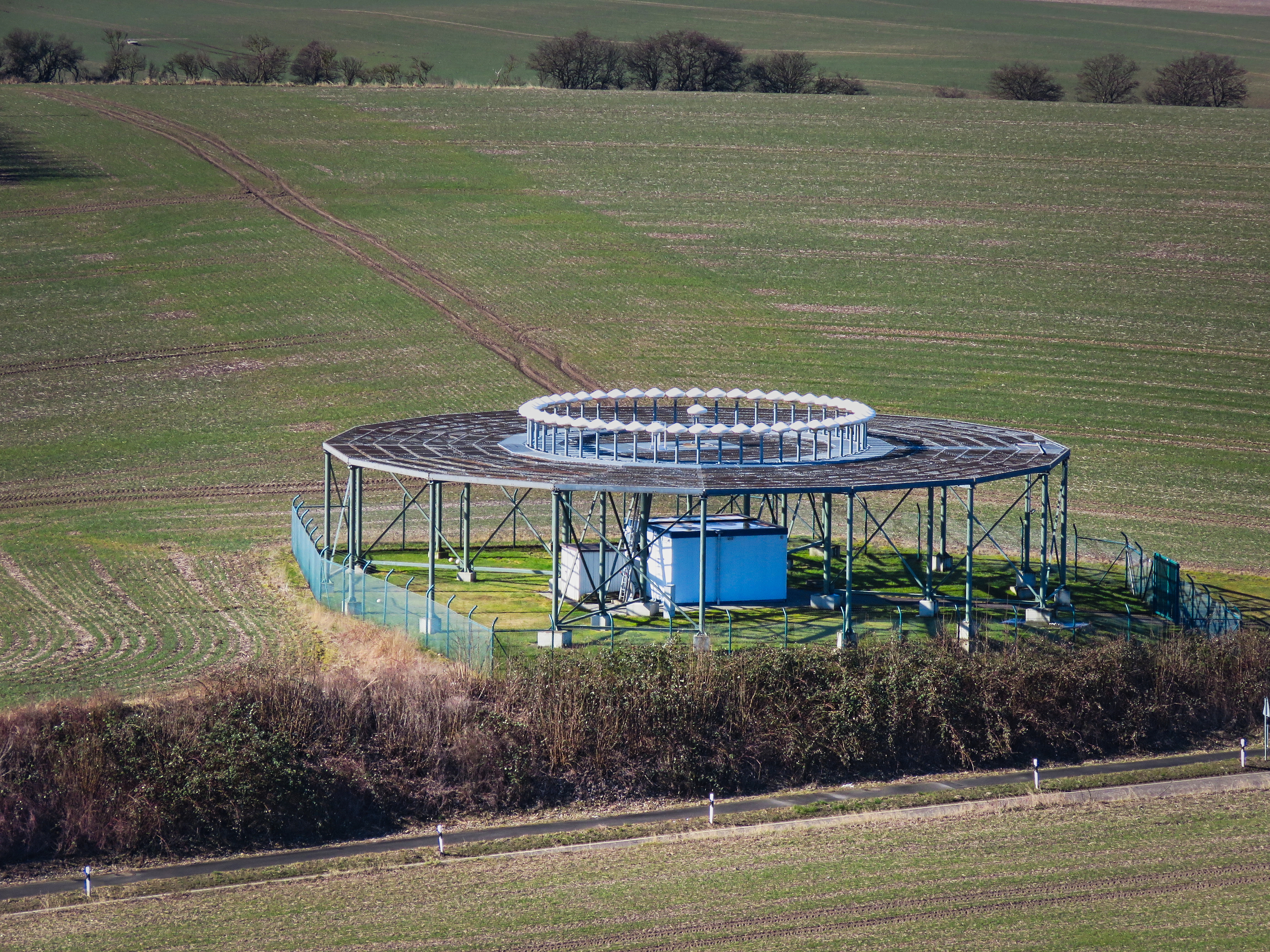
DVOR Michaelsdorf (MIC)
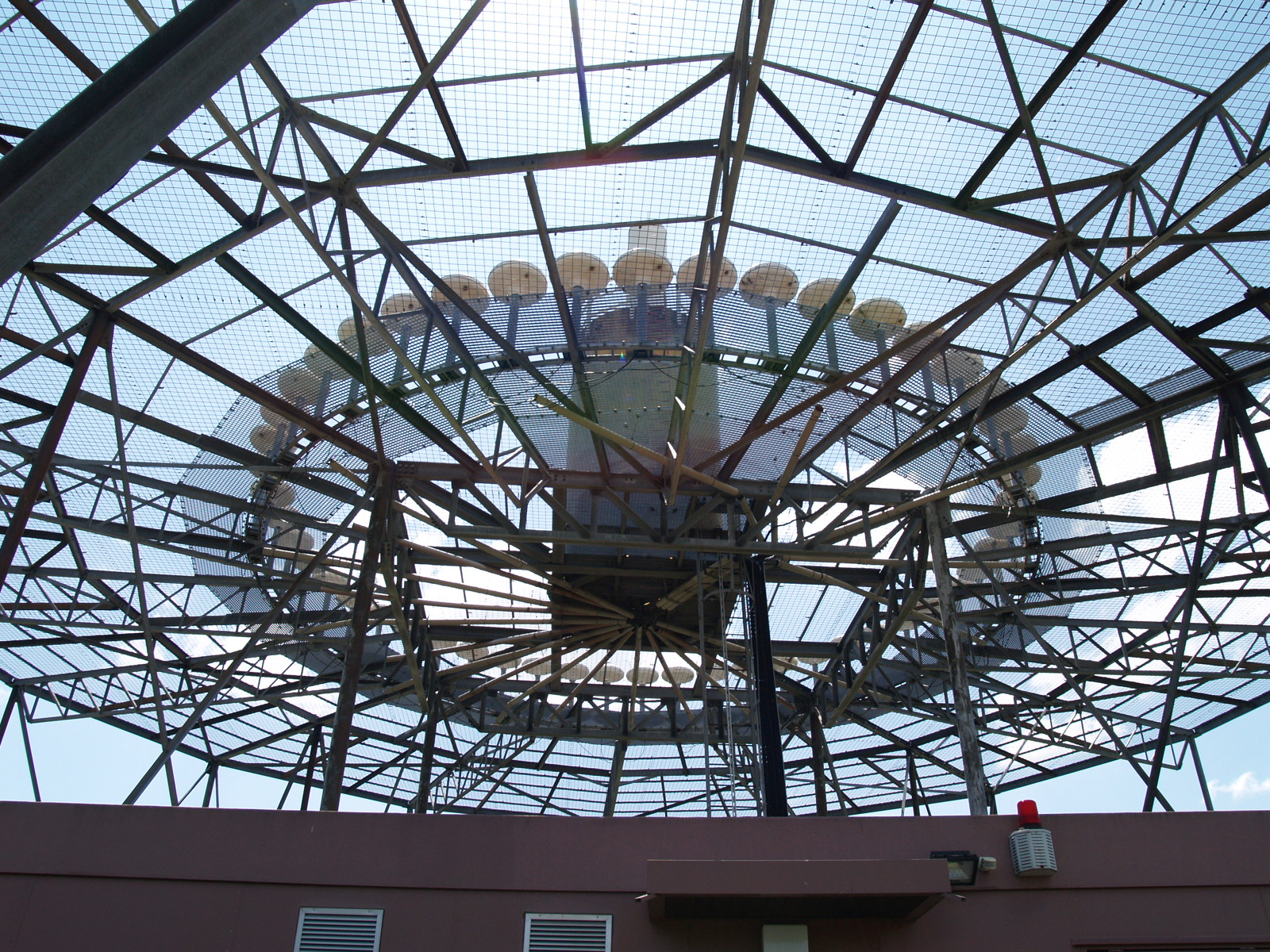
Detailansicht des DVORTAC Dinkelsbühl (DKB) mit der Montage und Verkabelung des Antennenkranzes
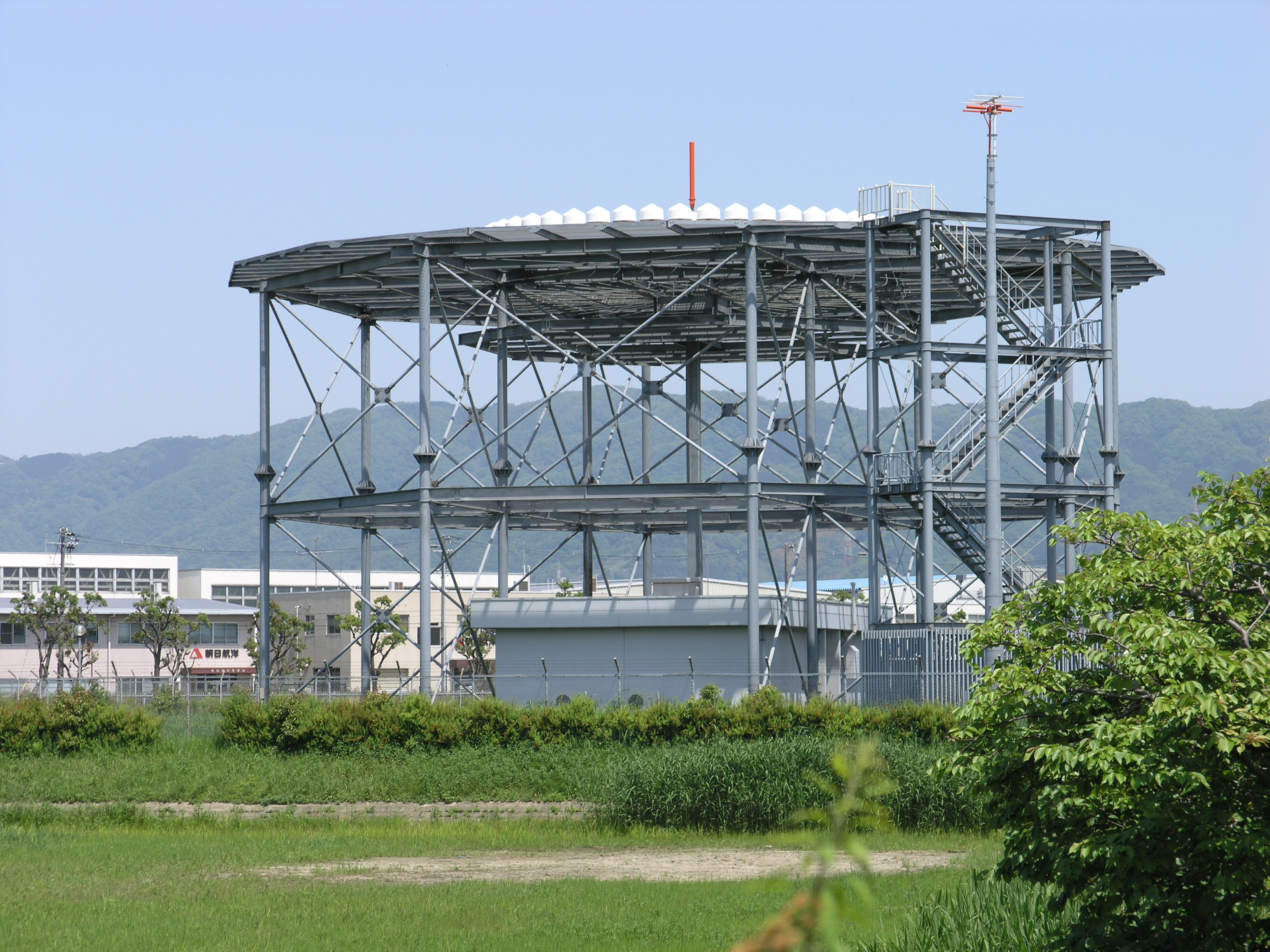
Ungewöhnlich hoch gebautes DVOR/DME (Id. „YAE“) 101 ft AGL (Above Ground Level) am Yao Airport, Osaka, Japan
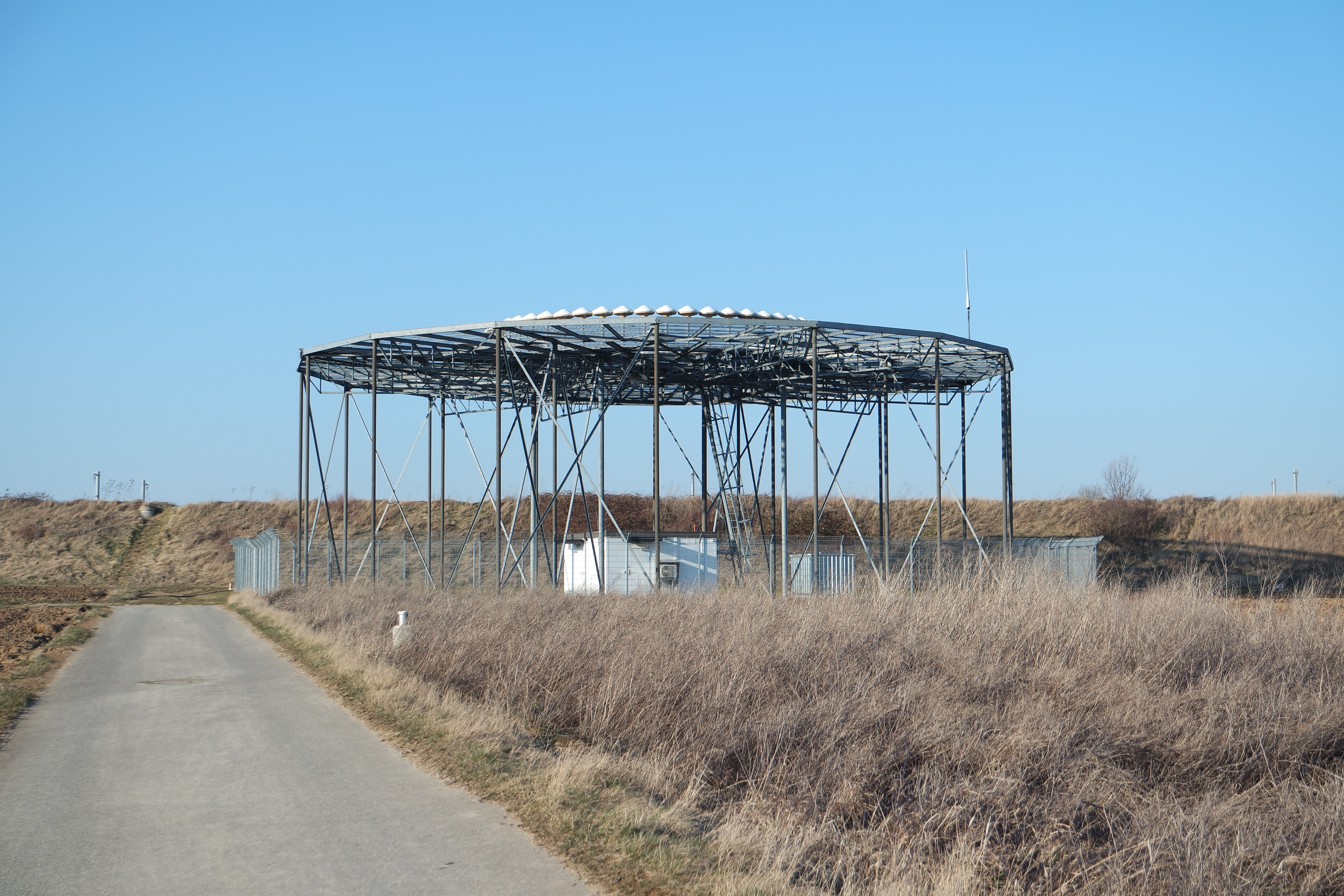
DVOR/DME (Id. „STG“) SW vom Flughafen Stuttgart

## Geschichte
Das erste Drehfunkfeuer war der Telefunken-Kompass-Sender (um 1907).S.141 Der Sender begann mit der omnidirektionalen (ungerichteten) Aussendung seiner Kennung. Nach dem Empfang des letzten Buchstabens der Kennung wurde im Empfänger eine spezielle Stoppuhr gestartet und beim Signalmaximum wieder gestoppt.
In der weiteren Entwicklung erwies es sich als vorteilhaft, das Minimum des rotierenden Signals auszuwerten, da es sehr viel genauer festgestellt werden kann als das Signalmaximum.
In Westeuropa existierten während des Ersten Weltkrieges Stationen in Tønder (damals Deutschland), List auf Sylt, Nordholz, Borkum und eine Station im westflandrischen Houtave, in der Nähe von Brügge in Flandern, Belgien. Zu diesen Richtsendeanlagen kamen zwei Anlagen in Cleve und Tønder, die ungerichtete Signale im Zeittakt ausstrahlten. Alle diese (Dreh)Funkfeuer dienten der Navigation von Luftschiffen. Flugzeuge waren noch nicht mit Empfängern für dieses System ausgerüstet.
Im Zweiten Weltkrieg wurden stark weiterentwickelte deutsche Anlagen unter der Bezeichnung Bernhard an der gesamten Westfront errichtet.
Die ersten VOR-Anlagen moderner Bauart wurden in Deutschland Anfang der 1950er Jahre in Betrieb genommen. Das Grundnetz bestand damals aus acht Stationen.
Laut dem Deutschen Funknavigationsplan (DFNP) des Bundesministeriums für Verkehr, Bau und Stadtentwicklung (BMVBS) werden die VORs und DVORs seit 2005 sukzessiv abgebaut. Laut der Deutschen Flugsicherung wird „aus Sicherheits- und Redundanzgründen“ davon ausgegangen, „dass wir auch in der Zukunft zumindest ein „Backup-Netzwerk“ an terrestrischer Infrastruktur vorhalten werden.“

Verschiedene Flugzeugantennen und ihre Anbringung

## Frequenzen
(D)VOR-Bodenstation senden im Frequenzband 108,000 MHz bis 119,950 MHz auf Frequenzen mit 50 kHz Kanalabstand zwischen 112.000 MHz bis 117,950, sowie im Bereich 108,000 bis 111,850 MHz auf geraden 100 kHz-Frequenzen (108,000 MHz, 108,050 MHz, 108,200 MHz usw.) chapt.3, Table A Nr. 3.1.1,, während ILS-LLZ (Instrument Landing System-Localizer, dt. ILS-Landekurssender) auf ungeraden 100 kHz-Frequenzen zwischen 108,100 MHz und 111,950 MHz senden (108,100 MHz, 108,150 MHz, 108,300 MHz usw.). Nr. 2.1.1, chapt.3, Table A. Zusätzlich ist der Bereich 108,025 MHz bis 117,975 MHz für die Nutzung von GBAS (Ground Base Augmentation System) im 25 kHz Kanalabstand verfügbar. Nr. 4.1.1 Nach erfolgreicher internationalen Frequenzkoordinierung, technischer und operativer Freigabe werden (D)VOR Anlagen unter anderem in Luftfahrtkarten und der IFR-AIP (Luftfahrthandbuch) veröffentlicht.

## Azimut und Radial

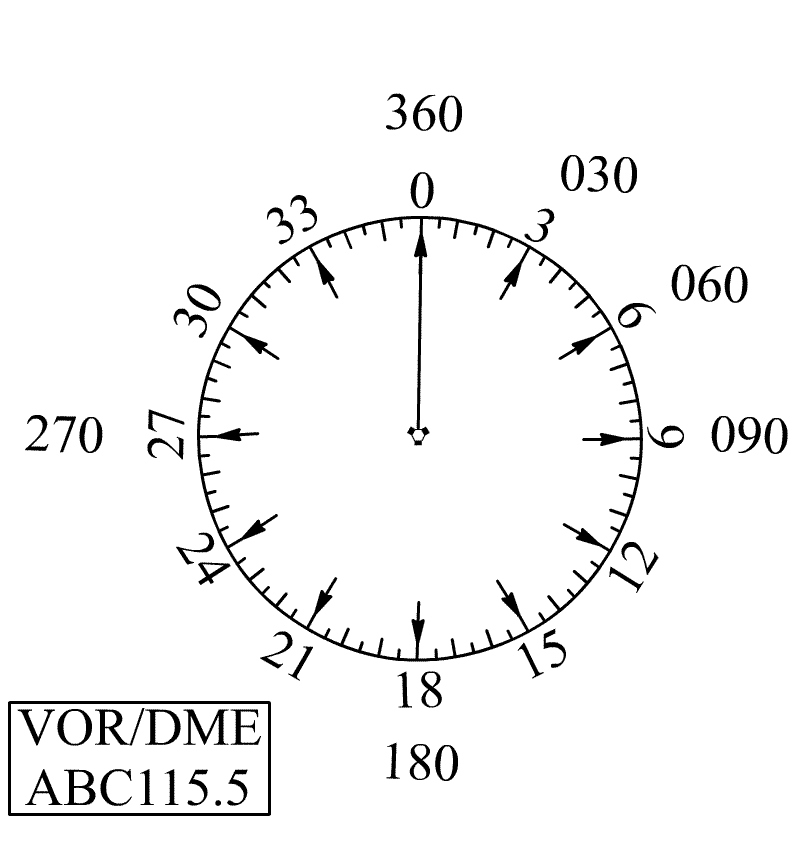
VOR-Gradangaben – abgekürzt auf die Zehnerstellen

Das VOR-System, bestehend aus Bodensender und Bordempfänger, liefert eine Information, nämlich das Azimut des Flugzeugs vom VOR-Sender, d. h. den Winkel zwischen dem durch die Bodenstation verlaufenden (magnetischen) Meridian und der Verbindungslinie Bodenstation–Flugzeug. VOR-Sender sind i. d. R. so ausgerichtet, dass das 360°-Radial in die magnetische Nordrichtung weist (missweisend). VORs in der Nähe der magnetischen Pole mit hoher Variation sind hingegen auf den geographischen Nordpol ausgerichtet (rechtweisend).
Eine vom VOR-Sender weg gerichtete Funkstandlinie mit einem gegebenen Azimut wird als Radial bezeichnet. Für die Praxis der Flugnavigation gibt es 360 Radiale. Es wird nicht mit Dezimalstellen gearbeitet, nur mit ganzen Zahlen. Ein Radial ist also ein gerichteter Vektor (allerdings nur mit Richtungsangabe, ohne Größe) mit der Richtung vom Funkfeuer weg. Denn im Gegensatz zu einem Lichtstrahl vom Leuchtturm funkt unsere Funkstandlinie (z. B. R-040) auch noch über den Mittelpunkt hinaus in die Gegenrichtung (also Richtung 220° = 40° + 180°). In diese andere Richtung wird sie aber definitionsgemäß als R-220 bezeichnet.
Wie alle Kursangaben und Kompassangaben werden auch die Richtungsangaben der Radiale immer dreistellig geschrieben und gesprochen. Dabei werden alle drei Ziffern einzeln ausgesprochen. Die Worte Hundert oder Zehn, Zwanzig, Dreißig usw. werden dabei nicht verwendet. Beispiel: 40° ist R-040 und wird ausgesprochen: Radial Null–vier–Null. Radial 0° (also Nord) wird üblicherweise nur als R-360 (Radial drei–sechs–null) bezeichnet.

## Positionsbestimmung
Eine exakte Positionsbestimmung ist mit einem VOR allein technisch nicht möglich, da es nur eine Information über die Funkstandlinie vermittelt, auf der sich die Position befindet. Die genaue Position auf dieser Standlinie muss separat bestimmt werden, entweder per Kreuzpeilung oder durch eine separate Entfernungsmessung zum VOR.

### Kreuzpeilung
Bei dieser Methode wird noch ein zweites VOR angepeilt und dessen Standlinie bestimmt. Die eigene Position ergibt sich als Schnittpunkt der beiden Standlinien. Die Präzision dieser Messung ist am höchsten, wenn die beiden Standlinien rechtwinklig zueinander stehen.

### DME und TACAN
Oftmals ist eine (D)VOR zusätzlich mit einer Funknavigationsanlage zur Slant-Range-Entfernungsmessung – mit einem DME/N oder TACAN – kombiniert. In Deutschland ist das bei etwa drei Vierteln aller Drehfunkfeuer der Fall. Das DME (Distance Measuring Equipment – Entfernungsmessgerät) im zivilen Luftfahrzeug zeigt die Slant-Range-Entfernung zum DM/NE-Transponder in Nautischen Meilen (NM) an. Die Frequenzwahl des DME-Kanals erfolgt über die Einwahl der VHF-Frequenz an dem ILS- oder VOR-Bediengerät, oder über das FMS (Flight Management System). Wird am Standort der (D)VOR kein DME/N oder TACAN betrieben, erfolgt keine Entfernungsanzeige. Sofern aber sich ein DME/N, TACAN, (D)VOR/DME oder (D)VOR/TAC innerhalb des RLOS des Luftfahrzeuges in Betrieb ist kann die Entfernungsanzeig die Slant-Range Entfernung zu dieser Anlage anzeigen.

### Faustformel
Mit einer Stoppuhr lässt sich die Entfernung zu einem VOR auch ohne DME folgendermaßen abschätzen:
Man dreht auf einen Kurs, bei dem das VOR auf 90° oder 270° steht (fliegt also rechtwinklig zur Standlinie) und bestimmt die Zeit {\displaystyle t}, nach der sich eine bestimmte Kursablage {\displaystyle \alpha } ergibt, zum Beispiel 2°. Die Entfernung {\displaystyle d} zum VOR ergibt sich dann unter Anwendung der Kleinwinkelnäherung zu {\displaystyle \textstyle d={\frac {vt}{\alpha }}} ({\displaystyle \alpha } im Bogenmaß) bzw. {\displaystyle \textstyle d={\frac {180\cdot vt}{\pi \cdot \alpha _{\mathrm {grad} }}}} ({\displaystyle \alpha _{\mathrm {grad} }} im Gradmaß).
Passende Umformung des Bruches ergibt folgende hinreichend genaue und im Kopf handhabbare Faustformel:
{\displaystyle {\frac {{\text{Geschwindigkeit über Grund}}\cdot {\text{Dauer des Querfluges in Minuten}}}{\text{Betrag der erreichten Kursablage in Grad}}}\approx {\text{Entfernung zum VOR}}}
Das Ergebnis ist abhängig von der Einheit der Geschwindigkeit zu interpretieren: Geschwindigkeit in Knoten ergibt Nautische Meilen, Geschwindigkeit in km/h ergibt Kilometer. Erreicht man beispielsweise bei einer Geschwindigkeit von 80 Knoten in einer halben Minute 3° Kursablage, so beträgt die Entfernung zum VOR ungefähr
{\displaystyle {\frac {80\,\mathrm {kts} \cdot 0{,}5\,\mathrm {min} }{3^{\circ }}}\approx 13{,}3\,\mathrm {NM} }
Das liegt weniger als fünf Prozent neben dem geometrisch errechneten Wert von:
{\displaystyle {\frac {80\,{\frac {\mathrm {NM} }{\mathrm {h} }}\cdot {\frac {1}{120}}\,{\text{h}}}{\tan {3^{\circ }}}}\approx 12{,}72\,\mathrm {NM} }

## DOC (Designated Operational Coverage) und seine Einschränkungen

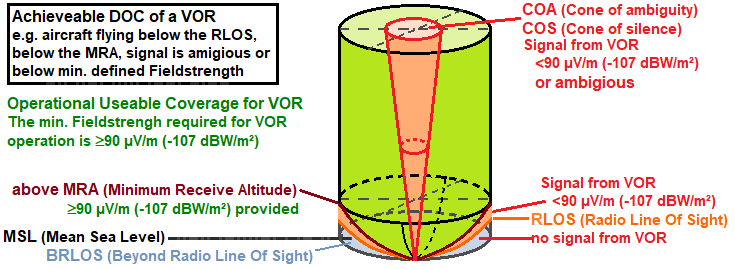
Beschränkung des DOC eines (D)VOR durch physikalische Einschränkungen, z. B. wenn sich das Luftfahrzeug außerhalb des RLOS (Radio-Line-Of-Sight) befindet, das Signal <90 µV/m ist z. B. unterhalb der MRA (Minimum Receive Altitude) und innerhalb des COS (Cone-Of-Silence, Schweigekegel), oder wenn das Signal mehrdeutig ist, d. h. im COA (Cone Of Ambiguity)

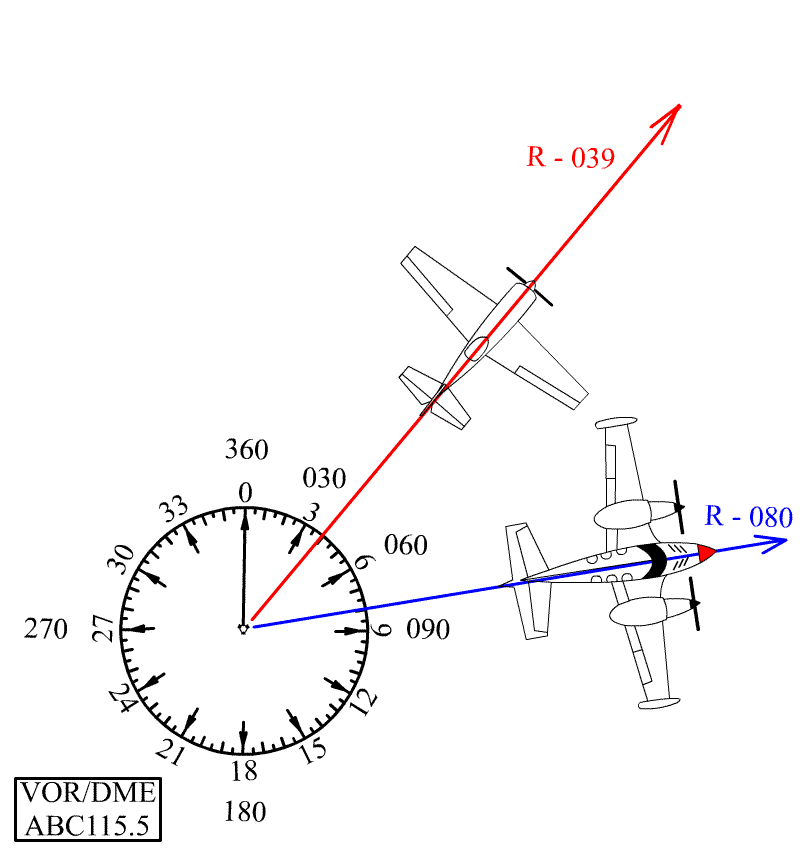
Ein Radial führt definitionsgemäß vom VOR weg.

Das DOC (Designated Operational Coverage) ist das im Luftfahrthandbuch (engl. Aeronautical Information Publication, AIP) veröffentlichte operative Nutzungsvolumen einer  (D)VOR-Anlage. Es spezifiziert die flugbetrieblich (engl. operational) maximal nutzbare Entfernung (engl. Range) und Flugfläche (Flight Level, FL).
Der ICAO-Standard in ICAO Annex 10, Volume I definiert eine für die Nutzung einer (D)VOR notwendige Mindestfeldstärke (engl. Minimum Fieldstrength) von 90 µV/m (Mikrovolt pro Meter), die innerhalb des DOC an jedem Punkt im Raum vorhanden sein muss. Aufgrund physikalischer Bedingungen (Aufzipfelung des Antennendiagramms, Abschattung durch Gelände und Hindernisse) ist es jedoch unmöglich im gesamten DOC die von ICAO geforderte Mindestfeldstärke zu erzeugen. Wenn für eine (D)VOR-Anlage eine Reichweiteneinschränkung (abhängig von Azimut und Höhe) notwendig ist, wird diese im Luftfahrthandbuch veröffentlicht.
Die von (D)VOR-Anlagen in Europa genutzte äquivalente isotrope Strahlungsleistung (engl. EIRP) variiert zwischen ca. 50 W bis 400 W, abhängig davon welche Reichweite betrieblich benötigt wird. Zusätzlich besteht im ICAO-Standard die Forderung, das Signale von anderen (D)VOR-Anlagen, die die gleiche Frequenz innerhalb des Radio-Horizonts (Radio-Line-of-Sight, RLOS) des DOC nutzen im DOC um mindestens 20 dB schwächer, als die geforderte Mindestfeldstärke sein muss. Nr.3.1.3, Att.C Nr. 3.4

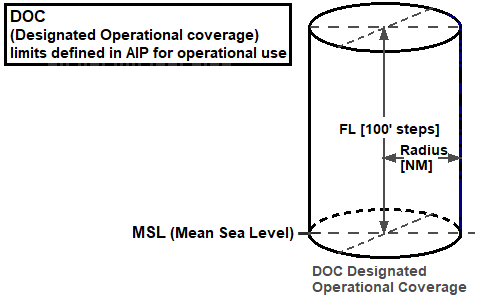
Prinzipieller Aufbau des DOC (Designated Operational Coverage) eins (D)VOR, die für jede Anlage in der AIP veröffentlicht werden.

Befindet sich das Luftfahrzeug außerhalb des RLOS ist unabhängig von der Strahlungsleistung kein Signal einer (D)VOR empfangbar.
Innerhalb des RLOS, kann zwar ein Signal empfangen werden, jedoch wird aufgrund des unteren Kante der Haupkeule des Antennendiagramms die Mindestfeldstärke erst ab der MRA (Minimum Receive Altitude, dt. notwendige Mindestflughöhe zum Empfang) die zur Verarbeitung der (D)VOR Signale notwendige Mindestfeldstärke von 90 µV/m erreichenPart II, Nr.1 Att.C Nr. 3.6 und bis zu einem Erhebungswinkel von 40° bezogen auf die (D)VOR-Antennen Boresight (Luftfahrzeug bezogen auf die Antenne der (D)VOR-Anlage). Kapitel 3.3.4 Die MRA kann je nach (D)VOR-Antennentyp, Standort bzw. Gelände variieren.
Oberhalb von einem Erhebungswinkel von 40° kann es zu Unterschreitung der Mindestfeldstärke kommen, oder die Richtungsinformation des empfangenen Signals ist mehrdeutig.
Die Unterschreitung der geforderten Mindestfeldstärke ist darin begründet, das (D)VOR-Antennen nur in einem beschränkten Elevationswinkelbereich in der Antennen-Hauptkeule die geforderte Mindestfeldstärke erzeugen kann. Oberhalb von 40 ° Erhebungswinkel, folgen dann abwechselnd Nullstellen des Antennendiagramms (Notches) und weitere im Gewinn und damit Feldstärke zunehmend schwächer werdende Antennen-Keulen (Antenna Lobes). Bei Unterschreitung der Mindestfeldstärke wird dieser Kegel generell als „Cone“, Part II, Nr.1 oder als COS (Cone Of Silence, dt. Schweigekegel) bezeichnet. Diese Benennung wird auch bei anderen Flugfunknavigationsanlagen, z. B. DME/N, TACAN verwendet.
Es werden mindestens zwei verschiedene Antennentypen zur Erzeugung eines VOR-Signals benötigt, z. B. ein mechanisch rotierender, verkürzter, horizontaler Dipol für die variable Phase des rotierenden Signal und ein Kreuzdipol für das Referenzsignal. Beide Antennentypen besitzen zwar horizontale Polarisation, aber aufgrund unterschiedlicher Elevations-Antennendiagramme, Höhen über Grund und/oder einem Antennen-Gegengewicht (Counter-Poise, CP) weichen oberhalb 40° Erhebungswinkel die Elevation-Antennendiagramme voneinander ab. Hierdurch variiert die Feldstärke der beiden VOR-Signal-Anteile. Wenn eines der beiden Signale zu schwach ist, kann das VOR-Signal im Empfänger nicht verarbeitet werden oder es kommt zu einer fehlerhaften Auswertung der Phasendifferenz zwischen der Referenz und der rotierenden Phase. Anstelle von COS wird dies dann auch als COA (Cone-Of-Ambiguity) bezeichnet.
Da die Anzeige des VOR-Instrumentes im Schweigekegel nicht zuverlässig ist wird dann im Anzeigefeld des Naivigationsempfängers eine rote Warnflagge eingeblendet.

## Kennung und optionaler Voice-Channel

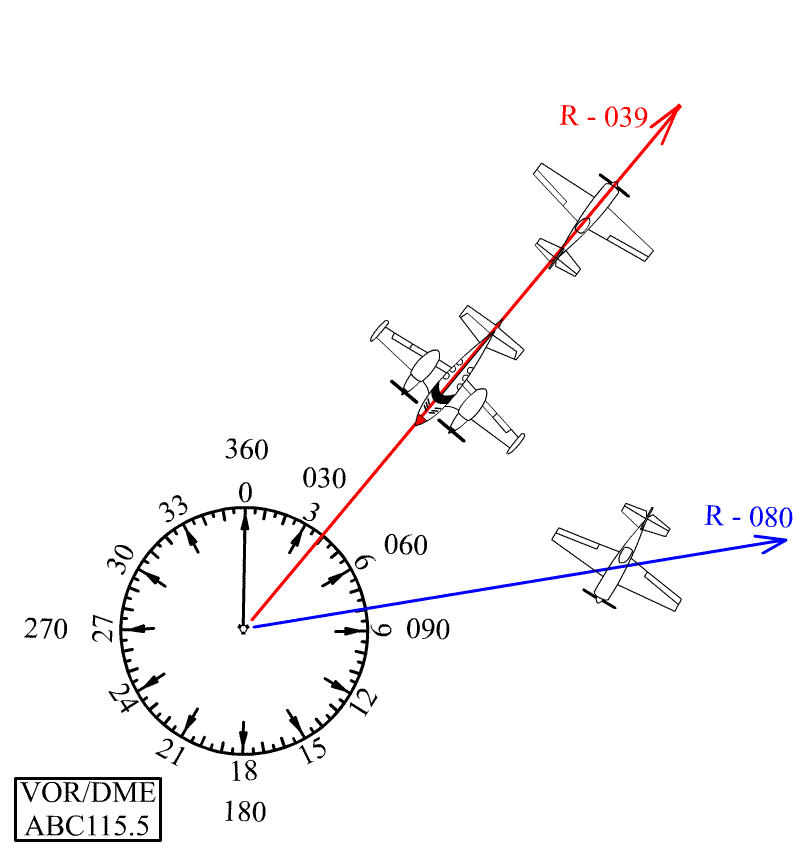
Die VOR-Anzeige ist ausschließlich von der Flugzeugposition abhängig, nicht von der Flugrichtung. Auch im Heißluftballon hat man die gleiche Anzeige.

(D)VOR und VOT besitzen einen Klarnamen und eine Kennung (engl. Identification, ID), die bei der internationalen Frequenzkoordinierung koordiniert werden. Diese wird vor der Freigabe einer Flugnavigationsanlage zur Nutzung im nächsten Update des Luftfahrthandbuchs des jeweiligen Landes veröffentlicht. Eine Identification besteht in Europa aus zwei oder drei Buchstaben Nr. 7. Identifications of Radio Navigation Aids. Der Klarnamen kann von einem Flugplatz oder einer Stadt abgeleitet werden, z. B. Frankfurt VOR/TAC (ID: FFM), wobei in Einzelfällen auch ein freigewählter Name, z. B. VOR Metro bei Frankfurt (ID: MTR) gewählt wird. Bei Standortwechsel kann ein etablierter Klarname und die ID an einem neuen Standort weiterbetrieben werden. Eine Identification darf nicht innerhalb von 600 NM von einem Standort für eine andere Flugnavigationsanlage, z. B. (D)VOR, ILS, DME/N oder TACAN erneut verwendet werden. Nr. 7.3
Nicht verwendet werden dürfen die Buchstaben-Kombinationen ID „GAT“, „OAT“ Nr.7.2.4, sowie die ID „TST“ die für Flugnavigationsanlagen im Testbetrieb reserviert sind. Nr.7.2.3 Die Identification wird im Morse-Code alle 30-40 s mit 7 WPM (Words Per Minute) durch Tastung eines 1020 Hz ±50 Hz Ton ausgesendet Nr. 3.3.6 Voice and identification.
Eine Duplizierung der Identification mit der Identification von NDB-Anlagen kann in Einzelfällen vorkommen, da diese in Europa lange Zeit getrennt von den anderen Flugnavigationsanlagen koordiniert wurden. Bei Frequenzpaarung einer (D)VOR mit einem DME/N oder einer TACAN erhalten alle Anlagen den gleichen Klarnamen und Identification. Optional steht bei jeder (D)VOR und VOT ein Voice-Channel (dt. Sprachkanal) mit einem Frequenzgang von 300 Hz bis 3000 Hz zur Verfügung. Nr.3.3.6 Im Gegensatz zu ILS-Landekurssendern (ILS-LLZ), bei denen der Voice-Channel zur Aufsprache der Kennung verwendet werden, wird der Voice-Channel bei (D)VOR für sich wiederholende Ansagen wie ATIS oder VOLMET verwendet. In Deutschland wird kein Voice-Channel bei einer (D)VOR oder VOT mehr verwendet, die letzte Nutzung war bis zu deren Abbau die VOT Hamburg.
Im Sprechfunkverkehr buchstabiert man die zwei oder drei Buchstaben der Identification im ICAO-AlphabetFig. 5.1 (dt. internationales Fliegeralphabet) aus, z. B. wird die Id. „GDR“ als Golf–Delta–Romeo buchstabiert. Im Flugfunk wird immer nur einfach „VOR“ gesagt und nicht „VOR/DME“ oder „VORTAC“. Wenn es klar ist, dass es sich um ein VOR handelt, wird meist nur einfach der Name gesagt – ohne den Zusatz „VOR“. Beispiel: „cleared to Frankfurt via Nienburg and Warburg“.
Der Name von Intersections wird mit fünf Buchstaben angegeben, um sie deutlich von VORs zu unterscheiden. Beispiel: die Flugstrecke BUDDA–DERFA–VISLA–PRG–WERLA führt also über genau ein VOR: das PRG-VOR.
Kennungs- und/oder Namensdoppelungen kommen innerhalb 600 NM Abstand in Europa mit Ausnahme von wenigen NDB nicht vor. Sofern eine Dopplung auf der Flugroute auftritt erfolgt meist eine Zwischenabfrage, indem die Art und die Koordinaten der beiden gleichnamigen Funkanlagen angezeigt werden. Nr.7.3
Der Name und der Standort, wo sich das VOR befindet, muss nicht zwingend gleich sein. Das VOR WIL (Willisau) in der Schweiz befindet sich einige Gemeinden weiter in Grossdietwil.

## Kartendarstellung

Kartendarstellung der Funkfeuer

Auf Luftfahrtkarten gibt es separate Symbole für
- VOR
- VOR mit DME
- VORTAC

Es wird nicht zwischen VOR und DVOR unterschieden.
In den Kompassrosen um VORs auf der Luftfahrtkarte ist die magnetische Missweisung bereits berücksichtigt.

VOR-Instrument als Version mit schwenkender oder parallel verschiebender Anzeigenadel (CDI)

VOR-Instrument. (Das animierte GIF-Bild bitte in höchster Vergrößerung betrachten. Nur dann funktioniert es korrekt.)

## Bodeneinrichtungen

### Reichweite; Kategorien von VORs
In Europa gibt es keine standardisierten Vorgaben zu Reichweite, Flughöhe oder Kategorien wie von der FAA in den USA. Eine (D)VOR die auf dem Gelände eines Flugplatzes steht ist nicht generell auf Anflugverfahren beschränkt, sondern kann auch für Streckennutzung mit einem DOC großer Reichweite betrieben werden (z. B. DVOR/TAC Nörvenich mit 60 NM oder Helgoland mit 45° bis 202° 60 NM/FL 500, 202° bis 45° 200 NM/FL 500).
In den USA werden von der FAA VORs nach ihrer Reichweite (engl. service volume) in drei Kategorien unterteilt, je nachdem wie weit der garantierte, deutliche Signalempfang ohne Interferenzen reicht.
- High Altitude VOR (HVOR) – Reichweite maximal 130 NM bei 45.000 ft, 100NM 60.000ft ATH
- Low Altitude VOR (LVOR) – Reichweite 40 NM bei 18.000 ft
- Terminal VOR (TVOR) – Reichweite 25 NM bei 12.000 ft, wird generell als Anflughilfe benutzt.[18]Gen 3.1.4

Hier folgt noch die Aufschlüsselung der Reichweiten nach der Flughöhe.
- HVOR:
  - 1.000 bis 14.500 ft – 40 NM
  - 14.500 bis 18.000 ft – 100 NM
  - 18.000 bis 45.000 ft – 130 NM
  - 45.000 bis 60.000 ft – 100 NM
- LVOR: 1.000 bis 18.000 ft – 40 NM
- TVOR: 1.000 bis 12.000 ft – 25 NM

Von einer TVOR-Station kann häufig die ATIS empfangen werden.

### Container-(D)VOR
Wenn eine (D)VOR-, (D)VOR/DME- oder (D)VOR/TAC-Anlage längere Zeit ausfällt (z. B. Umbau, Erneuerung), wird von der DFS, sofern betrieblich gefordert, eine Container-VOR, -VOR/DME oder -VOR/TAC aufgestellt, die den Betrieb während der Ausfallzeit übernimmt. Container-VOR, -VOR/DME und VOR/TAC erhalten eine eigene Frequenz, bzw. ein Frequenzpaar. Sie nutzen nicht die Frequenzen der zu ersetzenden (D)VOR-, (D)VOR/DME- oder (D)VOR/TAC-Anlage, da sonst die notwendige technische Abnahme der zu erneuernden Anlage nicht ohne Abschaltung der Container-VOR möglich wäre. Eine Container-VOR, -VOR/DME oder VOR/TAC wird, wie jede andere Flugnavigationsanlage, erst nach erfolgreicher internationaler Frequenzkoordinierung, sowie nach technischer und betrieblicher Freigabe im Luftfahrthandbuch veröffentlicht. In zeitkritischen Fällen können die Daten der Anlage zusätzlich in einem oder mehreren NOTAMs veröffentlicht werden.

### Test-VOR (VOT)

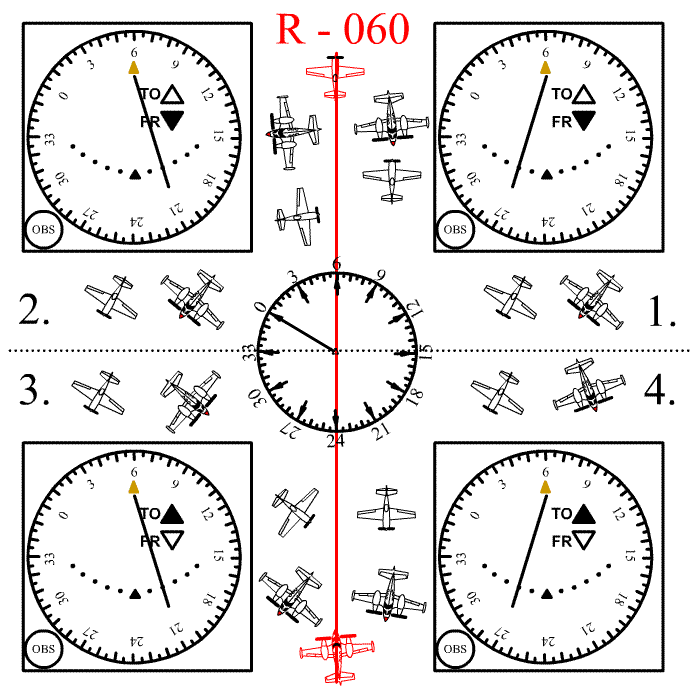
Wenn die Course Deviation Indicator-Nadel seitlich auf Anschlag ist, kann man seinen Quadranten ermitteln – rechts oder links von Radial; vor oder hinter dem VOR.

Eine „Very High Frequency Omni Test“-Anlage (VOT) erlaubt Piloten die Funktionsfähigkeit der VOR-Empfänger zu testen. Für Staaten, die VOT-Systeme in Betrieb nehmen wollen, stellt die ICAO im Dokument Annex 10, Band 1, Anhang E entsprechende Empfehlungen zur Verfügung. Att. E, E-1 ff
Das VOR-Instrument zeigt bei Einwahl einer VOT konstant ein 360-Grad-Radial an. Als Nutzungsbereich an Flughäfen werden z. B. Ramps, Taxiways, Intersections und andere Standorte im RLOS der VOT von der FAA spezifiziert B.11, können jedoch auch an anderen Standorten stehen, solange die VOR Mindestfeldstärke erreicht wird. VOT-Anlagen unterliegen den gleichen Anforderungen die für (D)VOR von ICAO gestellt werden und werden nicht explizit in ICAO Annex 10 Volume I aufgeführt. Sie wurden jedoch im ICAO DOC-8071 Volume I „Manual on Testing Radio Navigation Aids“ S.20 bis zur Edition 4 erwähnt. Die amerikanische Federal Aviation Administration (FAA) hat Standortauswahlkriterien (engl. Siting Criteria) für VOT in der FAA Oorder 6810.2 definiert. In Deutschland ist heute (Stand November 2024) keine VOT mehr in Betrieb. Die letzte genutzte VOT war die VOT-Anlage in Hamburg. Diese wurde nur zur Abstrahlung einer sich wiederholenden Broadcast-Sprachnachricht genutzt.

### Kombinierte Bodeneinrichtungen

#### (D)VOR/DME
(D)VOR/DME-Anlagen sind eine Kombination aus einem DME/N-Transponder zur Slant-Range Entfernungsmessung und einer (D)VOR für den Azimuth bezogen auf magnetisch Nord. Etwa drei Viertel aller Drehfunkfeuer in Deutschland verfügen über einen DME/N- oder einen TACAN-Transponder. VOR zeigt die Richtung von der Bodenstation zum Flugzeug an; DME zeigt die Entfernung zum DME-Transponder in Nautischen Meilen (NM) an. Die Kombination von VOR und DME ermöglicht die Positionsbestimmung mit Hilfe einer einzigen Bodenstation.

#### (D)VORTAC
Bei (D)VOR/TAC-Anlagen wird der DME/N-Transponder einer (D)VOR/DME durch einen TACAN-Transponder (Tactical Air Navigation) ersetzt. Hierdurch kann eine VOR/TAC Anlage sowohl von zivilen als auch militärischen Luftfahrzeugen genutzt werden. TACAN ist eine militärische Flungnavigationsfunkanlage die nicht nur eine zu DME/N Spezifikationen kompatible Slant-Range Entfernung liefert, sondern zusätzlich auch eine Azimuth Information, ähnlich zu (D)VOR, im UHF-Frequenzbereich (962 bis 1213 MHz) für militärische Luftfahrzeuge abstrahlt. TACAN- und DVOR-Anlagen bieten eine höhere Azimutgenauigkeit als konventionelle VOR-Anlagen.

## Bordanlage
Die Bordanlage besteht neben Antenne, Stromversorgung und Verkabelung aus folgenden Bausteinen. Je nach Einbausituation können mehrere Bausteine in einem Gehäuse kombiniert werden.

### Ausrüstungsvorschrift
In Deutschland werde für Flüge nach IFR Vorgaben gemäß der Flugsicherungsausrüstung-Verordnung (FSAV)  § 3, Abs.1, Nr.1 zwei Empfangsgeräte für die Signale von (D)VOR-Flugnavigationsanlagen die die nach gültigem internationalen Standard geforderte Störfestigkeit gegenüber den Aussendungen von den im benachbarten Frequenzbereich 87,5 – 108 MHz gelegenen UKW-Rundfunksendern (FM-Immunity) aufweisen benötigt. Davon kann ein Empfangsgeräte für (D)VOR-Flugnavigationsanlagen entfallen, wenn eine von der VOR-Navigations-Empfangsanlage unabhängige funktionsfähige Flächennavigationsausrüstung nach FSAV  § 3, Abs.1, Nr.6 vorhanden ist.

### Bedieneinheit
Hier wird die Frequenz der gewünschten VOR-Bodenstation eingestellt.
Manche VOR-Geräte bieten die Möglichkeit, zwei Frequenzen einzustellen: die aktuell aktive Frequenz und eine vorgewählte Frequenz (Stand-By-Frequenz). Per Knopfdruck tauscht man die beiden Frequenzen.
Ist das Flugzeug mit ILS ausgestattet, wird hiermit zugleich die Frequenz des Gleitwegsenders (Frequenzband 329,15…335,00 MHz) eingestellt.
Ist das Flugzeug mit DME ausgestattet, werden i. d. R. hiermit zugleich die Sende- und Empfangsfrequenzen des DME (Frequenzband 960…1215 MHz) eingestellt.

### Anzeigeinstrument
Verschiedene Arten von Anzeigegeräten können verwendet werden:

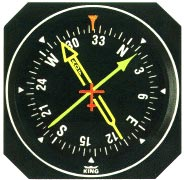
Radio Magnetic Indicator (RMI)

- Radio Magnetic Indicator (RMI) Radio Magnetic Indicator (RMI). Ein Zeiger dreht sich auf einer Kompasskarte und zeigt zur VOR-Bodenstation hin; die Kompasskarte wiederum wird vom Kurskreisel gedreht und zeigt den missweisenden Steuerkurs an. Der Pilot kann am RMI sowohl die missweisende Peilung zur VOR-Bodenstation (QDM) als auch die relative Peilung der VOR-Bodenstation (links/rechts) ablesen.

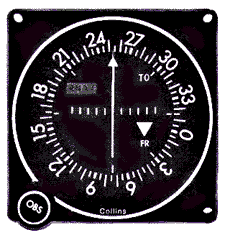
VOR-Instrument (CDI-Anzeigegerät) im Flugzeug – in FROM-Position

- VOR-Instrument (CDI-Anzeigegerät) im Flugzeug – in FROM-Position Course Deviation Indicator (CDI – Kursablageanzeige). Je nach Bauart dreht sich die Anzeigennadel um den obersten Punkt, beziehungsweise wandert sie durch Parallelverschiebung nach rechts oder links. Die Anzeigennadel zeigt auf eine Skala mit einem mittleren Punkt und je 5 Punkten rechts und links. Jeder Punkt entspricht einer Abweichung von 2° vom Sollkurs.
 Der Sollkurs wird mit dem OBS-Drehknopf (Omni Bearing Selector – Kurswahlknopf) eingestellt.
 Ist der Winkel zwischen OBS-Einstellung und aktuellem Radial < 90°, zeigt eine Flagge FR(OM), Dreieck nach unten. Ist der Winkel > 90°, zeigt die Flagge TO, Dreieck nach oben. Bei einem Winkel ~ 90° sowie beim Überfliegen des VOR-Senders bleibt die Flagge verborgen. Bei gestörtem Empfang erscheint eine Warnflagge.
- Kreuzzeigerinstrument. Ist das Flugzeug mit ILS ausgestattet, kommt statt des CDI ein Kreuzzeigerinstrument zum Einsatz. Die vertikale Nadel (Ausschlag links/rechts) hat die Funktion wie beim CDI. Die horizontale Nadel (Ausschlag oben/unten) zeigt die Abweichung vom Gleitpfad an.
- Horizontal Situation Indicator (HSI). Der HSI kombiniert die Funktion des CDI mit der Kurskreiselanzeige.
- Electronic Flight Instrument System (EFIS). Informationen vom VOR-Empfänger können im Navigation Display des EFIS dargestellt werden. Oft werden herkömmliche elektromechanische Instrumente wie RMI und CDI im EFIS nachgeahmt.

### Elektronikmodul
In großen Flugzeugen ist das Elektronikmodul im Avionik-Abteil untergebracht. In anderen Flugzeugen ist es mit der Bedieneinheit und/oder dem Anzeigeinstrument integriert.

## Vergleich mit anderen Navigationssystemen
Drehfunkfeuer sind Short Range Flugnavigationsanlagen in dicht besiedelten Ländern mit flachen Landschaften mit maximalen Reichweiten von 200 NM, während für Nutzung von Sektoren die Meer und Ozeane abdecken auch 300 NM bei FL 700 möglich sind (z. B. Shannon ID „SHA“). ENR 4.1 In engen Tälern sind VORs wegen der starken Reflexion der UKW-Signale an den Bergen ungeeignet, dort ist man auf NDBs angewiesen wie beispielsweise beim Flughafen Innsbruck.
Aus Kostengründen bleibt die bequeme, aber teure VOR-Navigation hoch entwickelten Ländern vorbehalten, in dünn besiedelten (Entwicklungs-)Ländern sind NDBs unverzichtbar für die Flugnavigation. Inseln wie Tuvalu findet man nicht ohne NDB, dort wird es wohl auch zukünftig kein VOR geben.
Globale Navigationssatellitensysteme (GNSS) verdrängen allmählich VOR/DME. In Deutschland sind VOR/DME nach wie vor die für Instrumentennavigation gesetzlich vorgeschriebenen Primärinstrumente.

## Luftstraßen
Luftstraßen wurden ursprünglich hauptsächlich über Funknavigationsanlagen, darunter auch VOR-Funkfeuer, geführt und ihr Verlauf wurde von diesen definiert. Die Verzweigung von Luftstraßen erfolgte oft an VORs. Seit Einführung der Flächennavigation (RNAV) werden Luftstraßen und Meldepunkte (Kreuzungen) zunehmend unabhängig von bodenseitigen Funknavigationsanlagen wie VORs definiert, was die Kapazität des Luftraums deutlich erhöht.
Die Verbindungslinie zwischen zwei Funkfeuern (VOR, NDB usw.) ergibt durch deren unveränderliche Position zwingend einen Kurs, der auch OBS-Kurs genannt wird. In der Flugkarte findet man diesen Kurs neben der Luftstraße eingezeichnet, er ist nicht zu verwechseln mit dem Radial des VORs (zum Beispiel R-345), welches den Gegenkurs (± 180°) zum eigentlichen Kurs anzeigt.
Bewegt man sich auf einer Luftstraße auf ein Funkfeuer zu, nennt man dies „inbound“, bewegt man sich davon weg, so bezeichnet man das als „outbound“.

## Liste der VORs in Deutschland

Standorte von VORs in Deutschland

| Kennung | Typ      | Name               | Frequenz [MHz] Kanal | Koordinaten                         | Lage                                                            | Bemerkung                                         |
| ------- | -------- | ------------------ | -------------------- | ----------------------------------- | --------------------------------------------------------------- | ------------------------------------------------- |
| BAM     | VOR/DME  | Barmen             | 114,00 CH 87x        | 51° 19′ 39,93″ N, 007° 10′ 37,14″ O | nördlich von Wuppertal(-Barmen) auf dem Stadtgebiet Hattingens  | AD2 EDLW 1-7                                      |
| BBI     | DVOR/DME | Berlin-Brandenburg | 114,10 CH 88x        | 52° 20′ 31,25″ N, 013° 27′ 14,57″ O | 0,57 NM SW der RWY 07R des Flughafens Berlin-Brandenburg        | AD2 EDDB 1-12                                     |
| BKD     | DVOR/DME | Bruenkendorf       | 117,70 CH124x        | 53° 02′ 04,29″ N, 011° 32′ 46,38″ O | westlich von Schnackenburg (Elbe)                               | ENR 4.1.2                                         |
| BMN     | DVOR/DME | Bremen             | 117,45 CH121y        | 53° 02′ 46,51″ N, 008° 45′ 37,61″ O | am Flughafen Bremen                                             | AD2 EDDW 1-7                                      |
| COL     | DVOR/DME | Cola               | 108,80 CH 25x        | 50° 47′ 00,00″ N, 007° 35′ 39,03″ O | 17 NM Nähe Windeck Locksiefen, südöstlich von Köln-Bonn         | ENR 4.1.2, Abbau im Jahr 2024 geplant             |
| DHE     | VOR/DME  | Helgoland          | 116,30 CH110x        | 54° 11′ 08,47″ N, 007° 54′ 38,52″ O | am Flugplatz Helgoland-Düne                                     | ENR 4.1.6                                         |
| DKB     | DVORTAC  | Dinkelsbuehl       | 117,80 CH125x        | 49° 08′ 33,91″ N, 010° 14′ 17,90″ O | bei Hohenkreßberg                                               | ENR 4.1.2                                         |
| DOR     | DVOR/DME | Wickede            | 108,65 CH 23y        | 51° 31′ 31,23″ N, 007° 37′ 51,80″ O | am Flughafen Dortmund                                           | AD2 EDLW 1-8                                      |
| DRN     | DVOR/DME | Dresden            | 114,35 CH 90y        | 51° 00′ 55,97″ N, 013° 35′ 56,00″ O | bei Oberhermsdorf                                               | ENR 4.1.2                                         |
| DUS     | VOR/DME  | Düsseldorf         | 115,15 CH 98y        | 51° 16′ 59,48″ N, 006° 45′ 13,41″ O | Flughafen Düsseldorf                                            | AD2 EDDL 1-10                                     |
| ERF     | DVOR/DME | Erfurt             | 113,85 CH 85y        | 50° 57′ 03,13″ N, 011° 14′ 12,06″ O | 200 m westlich der AS Nohra nördlich der BAB 4                  | ENR 4.1.3                                         |
| FFM     | DVORTAC  | Frankfurt          | 114,20 CH 89x        | 50° 03′ 13,47″ N, 008° 38′ 13,53″ O | östlich des Flughafens Frankfurt in unmittelbarer Nähe der A3   | ENR 4.1.4                                         |
| FKS     | DVOR/DME | Frankenstein       | 117,50 CH122x        | 49° 47′ 27,50″ N, 008° 32′ 32,50″ O | bei Pfungstadt Hahn                                             | ENR 4.1.3, Ersatz durch DVOR/DME Ried RID geplant |
| FLD     | DVOR/DME | Friedland          | 117,15 CH118y        | 53° 45′ 45,85″ N, 013° 33′ 47,29″ O | bei Drewelow                                                    | ENR 4.1.4                                         |
| FUL     | DVOR/DME | Fulda              | 112,10 CH 58x        | 50° 35′ 32,84″ N, 009° 34′ 19,81″ O | nördlich von Bimbach (Großenlüder), ca. 5 NM westlich von Fulda | ENR 4.1.4                                         |
| FWE     | VOR/DME  | Fürstenwalde       | 113,30 CH 80x        | 52° 24′ 40,79″ N, 014° 07′ 50,12″ O | östlich von Berlin                                              | AD2 EDDB 1-13, Abbau im Jahr 2025 geplant         |
| GED     | DVORTAC  | Gedern             | 110,80 CH 45x        | 50° 24′ 43,00″ N, 009° 14′ 57,00″ O | nordöstlich von Frankfurt/Main                                  | Abbau im Jahr 2024 geplant                        |
| GMH     | DVOR/DME | Germinghausen      | 115,40 CH101x        | 51° 10′ 13,84″ N, 007° 53′ 31,34″ O | 22 NM südöstlich von Dortmund                                   | ENR 4.1.4                                         |
| GOT     | DVOR/DME | Gotem              | 115,25 CH 99y        | 51° 20′ 35,22″ N, 011° 35′ 51,10″ O | 16 NM südwestlich von Halle                                     | ENR 4.1.5                                         |
| HAM     | DVOR/DME | Hamburg            | 113,10 CH 78x        | 53° 41′ 08,07″ N, 010° 12′ 17,99″ O | 8 NM nordöstlich vom Flughafen Hamburg                          | ENR 4.1.5                                         |
| HDO     | DVOR/DME | Hermsdorf          | 115,00 CH 97x        | 50° 55′ 41,34″ N, 014° 22′ 07,68″ O | bei Hinterhermsdorf                                             | ENR 4.1.6                                         |
| HLZ     | DVOR/DME | Hehlingen          | 117,30 CH120x        | 52° 21′ 48,22″ N, 010° 47′ 42,79″ O | bei Wolfsburg                                                   | ENR 4.1.6                                         |
| HMM     | DVOR/DME | Hamm               | 115,65 CH103y        | 51° 51′ 24,72″ N, 007° 42′ 29,86″ O | zwischen Hamm und Münster                                       | ENR 4.1.5                                         |
| KBO     | TVOR/DME | Köln-Bonn          | 112,15 CH 58y        | 50° 51′ 42,00″ N, 007° 08′ 44,00″ O | am Flughafen Köln-Bonn                                          |                                                   |
| KLF     | DVOR/DME | Klasdorf           | 115,15 CH 98y        | 52° 01′ 09,67″ N, 013° 33′ 48,29″ O | Ortsteil von Baruth/Mark südlich von Berlin                     | ENR 4.1.7                                         |
| KPT     | DVOR/DME | Kempten (Allgäu)   | 109,60 CH 33x        | 47° 44′ 44,79″ N, 010° 20′ 59,40″ O | 1,5 km nordöstlich des Autobahnkreuzes Allgäu                   | ENR 4.1.7                                         |
| KRH     | DVOR/DME | Karlsruhe          | 115,95 CH106y        | 48° 59′ 34,60″ N, 008° 35′ 03,25″ O | 1,5 km südöstlich von Wöschbach                                 | ENR 4.1.7                                         |
| LBU     | VOR/DME  | Luburg             | 109,20 CH 29x        | 48° 54′ 46,71″ N, 009° 20′ 24,82″ O | nahe Affalterbach, Landkreis Ludwigsburg                        | ENR 4.1.8, Abbau im Jahr 2023/2024 geplant        |
| LEG     | VOR/DME  | Leipzig/Halle      | 115,85 CH105y        | 51° 26′ 09,77″ N, 012° 28′ 24,93″ O | bei Mutschlena                                                  | AD2 EDDP 1-12                                     |
| LWB     | DVOR/DME | Löwenberg          | 114,55 CH 92y        | 52° 54′ 36,15″ N, 013° 08′ 04,61″ O | nördlich von Berlin, Gemeinde Löwenberger Land                  | AD2 EDDB 1-13                                     |
| MAG     | VOR/DME  | Magdeburg          | 110,45 CH 41y        | 51° 59′ 41,96″ N, 011° 47′ 39,50″ O | Sonderlandeplatz Schönebeck-Zackmünde                           | ENR 4.1.8                                         |
| MAH     | DVOR/DME | Maisach            | 115,20 CH 21x        | 48° 15′ 48,35″ N, 011° 18′ 42,93″ O | 20 NM westlich vom Flughafen München                            | ENR 4.1.8                                         |
| MHV     | DVOR     | Mönchengladbach    | 109,80               | 51° 14′ 14,28″ N, 006° 29′ 24,88″ O | Verkehrslandeplatz Mönchengladbach, nordwestlich von RWY 13     | AD2 EDDL 1-12                                     |
| MIC     | DVOR     | Michaelsdorf       | 112,20               | 54° 18′ 18,00″ N, 011° 00′ 18,00″ O | bei Oldenburg in Holstein                                       |                                                   |
| MTR     | VOR      | Metro              | 110,00               | 50° 16′ 34,59″ N, 008° 50′ 55,05″ O |                                                                 | ENR 4.1.8                                         |
| NIE     | VOR      | Nienburg           | 116,50               | 52° 37′ 33,03″ N, 009° 22′ 19,74″ O | in der Nähe von Linsburg                                        | ENR 4.1.9                                         |
| NTM     | VORTAC   | Nattenheim         | 115,30 CH100x        | 50° 00′ 57,00″ N, 006° 31′ 55,00″ O | 15 NM nördlich von Trier                                        |                                                   |
| NUB     | VOR/DME  | Nürnberg           | 115,75 CH104y        | 49° 30′ 10,51″ N, 011° 02′ 06,00″ O | bei Nürnberg – Buch                                             | AD2 EDDN 1-7                                      |
| NVO     | DVORTAC  | Nörvenich          | 116,20 CH109x        | 50° 49′ 21,63″ N, 006° 38′ 11,52″ O | am Fliegerhorst Nörvenich                                       | ENR 4.1.9                                         |
| OSN     | DVOR     | Osnabrück          | 114,30               | 52° 12′ 00,49″ N, 008° 17′ 07,87″ O | An der A 30 Nähe Flugplatz Melle-Grönegau                       | ENR 4.1.9                                         |
| OTT     | VOR/DME  | Ottersberg         | 112,30 CH 70x        | 48° 10′ 49,42″ N, 011° 48′ 59,53″ O | bei Poing – östlich von München                                 | ENR 4.1.9, früher: MUN                            |
| RDG     | DVOR/DME | Roding             | 114,70 CH 94x        | 49° 02′ 24,50″ N, 012° 31′ 35,85″ O | 16 NM östlich von Regensburg bei Bogenroith                     | ENR 4.1.10, Abbau im Jahr 2025 geplant            |
| SAS     | DVOR/DME | Sarstedt           | 114,45               | 52° 15′ 02,80″ N, 009° 53′ 03,19″ O | nordöstlich von Sarstedt                                        | ersetzt DLE seit 2021                             |
| STG     | DVOR/DME | Stuttgart          | 116,85 CH115y        | 48° 41′ 47,14″ N, 009° 15′ 23,57″ O | direkt östlich des Flughafens Stuttgart an der A8               | AD2 EDDS 1-9                                      |
| SUL     | DVOR     | Sulz               | 116,10               | 48° 22′ 53,71″ N, 008° 38′ 41,41″ O | 18 NM südwestlich von Tübingen                                  | ENR 4.1.10                                        |
| TAU     | VOR/DME  | Taunus             | 113,35 CH80y         | 50° 15′ 02,00″ N, 008° 09′ 45,00″ O | etwa mittig zwischen Wiesbaden und Limburg                      | AD2 EDDF 1-19                                     |
| TGL     | DVOR/DME | Berlin-Tegel       | 112,30 CH 70x        | 52° 33′ 41,00″ N, 013° 17′ 15,00″ O | Flughafen Berlin-Tegel (außer Betrieb)                          |                                                   |
| TOF     | DVORTAC  | Berlin-Tempelhof   | 114,10               |                                     | Flughafen Tempelhof (außer Betrieb)                             |                                                   |
| TRT     | VOR/DME  | Trent              | 108,45 CH 21y        | 54° 30′ 39,49″ N, 013° 14′ 57,58″ O | auf Rügen                                                       | ENR 4.1.10                                        |
| VFM     | DVOR     | Nauheim            | 113,75               | 49° 57′ 42,58″ N, 008° 28′ 16,39″ O | südwestlich des Flughafens Frankfurt an der A 67, Höhe Nauheim  | AD2 EDDF 1-19                                     |
| WLD     | DVOR/DME | Walda              | 112,80 CH 75x        | 48° 34′ 45,91″ N, 011° 07′ 45,79″ O | 15 NM nordöstlich von Augsburg                                  | ENR 4.1.11                                        |
| WRB     | DVOR/DME | Warburg            | 113,70 CH 84x        | 51° 30′ 20,51″ N, 009° 06′ 39,29″ O | 18 NM südöstlich von Paderborn                                  | ENR 4.1.11                                        |
| WYP     | VOR      | Wipper             | 109,60               | 51° 02′ 54,07″ N, 007° 16′ 47,99″ O | 10 NM nördlich von Köln-Bonn (Gemeinde Kürten)                  | ENR 4.1.11                                        |
| ZWN     | DVOR/DME | Zweibrücken        | 114,80 CH 95x        | 49° 13′ 44,66″ N, 007° 25′ 04,41″ O | am Flugplatz Zweibrücken                                        | ENR 4.1.11                                        |

### Liste ehemaliger VORs in Deutschland
| Kennung | Typ      | Name         | Frequenz [MHz] Kanal | Koordinaten                         | Infos Ab- und Umbau                                                         | Bemerkung                                      |
| ------- | -------- | ------------ | -------------------- | ----------------------------------- | --------------------------------------------------------------------------- | ---------------------------------------------- |
| BAY     | VOR      | Bayreuth     | 110,60               | 49° 59′ 07,00″ N, 011° 38′ 12,00″ O | war auf dem Verkehrslandeplatz Bayreuth                                     |                                                |
| CHA     | VOR/DME  | Charlie      | 115,35               | 49° 55′ 16,00″ N, 009° 02′ 23,00″ O | südöstlich von Frankfurt in der Nähe des Flugplatzes Aschaffenburg          | VOR-Teil abgeschaltet, derzeit nur DME-Betrieb |
| DLE     | DVOR/DME | Leine        | 115,20 CH99x         | 52° 15′ 01,15″ N, 009° 53′ 00,58″ O | Abbau 2019                                                                  | Ersetzt durch SAS                              |
| ERL     | VOR/DME  | Erlangen     | 114,90 CH 96x        | 49° 39′ 19,00″ N, 011° 09′ 03,00″ O | 1,6 km nördlich des Flugplatzes Hetzleser Berg                              | VOR-Teil abgeschaltet, derzeit nur DME-Betrieb |
| EUR     | VOR/DME  | Eurach       | 115,20               | 47° 44' 06,03" N, 011° 14' 57,95" O | Stilllegung am 05. Juni 2008, Nachnutzung ab 2023 als „Eurach NSE“ der DFS. |                                                |
| MDF (X) | DVOR/DME | Milldorf (X) | 117,00 CH117x        | 48° 14′ 05,00″ N, 012° 20′ 15,00″ O | bei Heldenstein, westlich von Mühldorf am Inn                               | 08/2011 zurückgezogen/inaktiv                  |
| MTR     | VOR      | Metro        | 110,0                | 50° 16′ 35,00″ N, 008° 50′ 55,00″ O | nordöstlich von Frankfurt                                                   | ersetzt durch Wegpunkt MEFTO                   |
| RID     | DVOR/DME | Ried         | 112,20 CH 59x        | 49° 46′ 54,00″ N, 008° 32′ 29,00″ O | bei Pfungstadt-Hahn, südwestlich von Frankfurt                              | ersetzt durch FKS                              |
| WUR     | VOR      | Würzburg     | 110,20               | 49° 43′ 03,00″ N, 009° 56′ 49,00″ O | Abbau 2021                                                                  |                                                |

## Liste der VORs in Österreich
| Kennung | Typ      | Name       | Frequenz/Kanal | Koordinaten                         | Lage                                      |
| ------- | -------- | ---------- | -------------- | ----------------------------------- | ----------------------------------------- |
| FMD     | TVOR/DME | Fischamend | 110,4          | 48° 06′ 18,00″ N, 016° 37′ 48,00″ O | 4 km östlich vom Flughafen Wien-Schwechat |
| GRZ     | DVOR/DME | Graz       | 116,2          | 46° 57′ 18,00″ N, 015° 27′ 00,00″ O | 5 km südlich von Graz                     |
| KFT     | DVOR/DME | Klagenfurt | 113,1          | 46° 35′ 54,00″ N, 014° 33′ 42,00″ O | 10 km östlich von Klagenfurt              |
| LNZ     | DVOR/DME | Linz       | 116,6          | 48° 13′ 48,00″ N, 014° 06′ 12,00″ O | 3 km westlich vom Flughafen Linz          |
| SBG     | DVOR/DME | Salzburg   | 113,8          | 48° 00′ 00,00″ N, 012° 53′ 00,00″ O | 15 km nordwestlich von Salzburg           |
| SNU     | DVOR/DME | Sollenau   | 115,5          | 47° 52′ 30,00″ N, 016° 17′ 18,00″ O | 5 km nordöstlich von Wiener Neustadt      |
| STO     | DVOR/DME | Stockerau  | 113,0          | 48° 25′ 00,00″ N, 016° 01′ 06,00″ O | 50 km nordwestlich von Wien               |
| TUN     | DVOR/DME | Tulln      | 111,4          | 48° 18′ 33,60″ N, 015° 58′ 46,92″ O | 20 km westlich von Wien                   |
| WGM     | DVOR/DME | Wagram     | 112,2          | 48° 19′ 25,60″ N, 016° 29′ 27,30″ O | 20 km nordöstlich von Wien                |

## Liste der VORs in der Schweiz

Standorte aller 12 VORs in der Schweiz und 1 in Frankreich

| Kennung | Typ      | Name           | Frequenz/Kanal | Koordinaten                         | Lage | Bemerkungen          |
| ------- | -------- | -------------- | -------------- | ----------------------------------- | --- | -------------------- |
| BLM     | DVOR/DME | Basel/Mulhouse | 117,45         | 47° 37′ 58,00″ N, 007° 29′ 58,00″ O | Nähe Bartenheim; auf französischem Territorium, da der Flughafen Basel Mulhouse Freiburg von zwei Staaten gemeinsam betrieben wird |                      |
| FRI     | VOR/DME  | Fribourg       | 110,85         | 46° 46′ 42,00″ N, 007° 13′ 24,00″ O | Zwischen Sankt Ursen und Rechthalten, Kanton Freiburg                                                                              |                      |
| GRE     | DVOR/DME | Grenchen       | 115,45         | 47° 10′ 59,00″ N, 007° 25′ 05,00″ O | auf dem Flughafen Grenchen |                      |
| GVA     | DVOR/DME | Geneva         | 115,75         | 46° 15′ 14,00″ N, 006° 07′ 56,00″ O | auf dem Flughafen Genf |                      |
| HOC     | DVOR/DME | Hochwald       | 113,2          | 47° 28′ 00,00″ N, 007° 39′ 54,00″ O | bei Gempen, Kanton Solothurn | aufgehoben seit 2016 |
| KLO     | DVOR/DME | Kloten         | 114,85         | 47° 27′ 42,00″ N, 008° 33′ 00,00″ O | auf dem Flughafen Zürich |                      |
| MOT     | DVOR/DME | Montana        | 115,85         | 46° 18′ 48,00″ N, 007° 30′ 12,00″ O | 16 km nordöstlich von Flughafen Sion                                                                                               | aufgehoben seit 2012 |
| PAS     | DVOR/DME | Passeiry       | 116,6          | 46° 09′ 48,00″ N, 006° 00′ 06,00″ O | Gemeinde Chancy, im äußersten Westen der Schweiz                                                                                   |                      |
| SIO     | DVOR/DME | Sion           | 112,15         | 46° 12′ 54,00″ N, 007° 17′ 18,00″ O | 3 km westlich von Flughafen Sion                                                                                                   |                      |
| SPR     | VOR/DME  | St-Prex        | 113,9          | 46° 28′ 07,00″ N, 006° 26′ 53,00″ O | im Genfersee ca. 1 km südlich Saint-Prex                                                                                           |                      |
| TRA     | DVOR/DME | Trasadingen    | 114,3          | 47° 41′ 22,00″ N, 008° 26′ 13,00″ O | 27 km NNW vom Flughafen Zürich |                      |
| WIL     | VOR/DME  | Willisau       | 116,9          | 47° 10′ 42,00″ N, 007° 54′ 21,40″ O | bei Grossdietwil, Kanton Luzern |                      |
| ZUE     | DVOR/DME | Zurich East    | 110,05         | 47° 35′ 32,00″ N, 008° 49′ 03,00″ O | 25 km nordöstlich vom Flughafen Zürich                                                                                             |                      |

## Standards
VOR-Empfänger:
- ARINC (Aeronautical Radio, Inc): Characteristic 579-1, 5.Feb.1971, Airborne VOR Receiver
- EUROCAE (European Organisation for Civil Aviation Equipment): ED-22A, Sep.1981, ED-22B, Jan.1988, Minimum Performance Specification for Airborne VOR Receiving Equipment,
- RTCA (Radio technical Commission for Aeronautics): DO-196, Minimum Operational Performance Standards for Airborne VOR Receiving Equipment Operating within the Radio Frequency Range of 108 -117.95 MHz, 17. Nov.1986

(D)VOR Sender:
- EUROCAE: ED-52, Ed.2, Minimum Performance Specification for Ground Conventional and Doppler Very High Frequency Omni Range (CVOR and DVOR) Equipment, Aug.1984,
- BNetzA (Bundesnetzagentur für Elektrizität, Gas, Telekommunikation, Post und Eisenbahnen): SSB FL 019 Schnittstellenbeschreibung für Drehfunkfeueranlagen (VOR, D-VOR), Jan.2017,[34]